# Rewolucja w Tunezji
Rewolucja w Tunezji w 2010/2011 (zwana też jaśminową rewolucją) – protesty mieszkańców Tunezji o charakterze społeczno-politycznym przeciwko złej sytuacji materialnej, bezrobociu, brakowi swobód obywatelskich i długoletniej władzy prezydenta Zina Al-Abidina Ben Alego. W ich rezultacie 14 stycznia 2011 prezydent zrzekł się władzy i opuścił kraj, udając się do Arabii Saudyjskiej.
Początkiem wystąpień było samospalenie się 17 grudnia 2010 w mieście Sidi Bu Zajd przez bezrobotnego Mohameda Bouaziziego z powodu zarekwirowania mu przez policję straganu, na którym nielegalnie handlował owocami. Jego próba samobójcza miała być protestem przeciwko brakowi możliwości znalezienia pracy, zmarł on później w szpitalu. Protesty w ciągu tygodnia przeniosły się do innych miast prowincji, a 27 grudnia 2010 dotarły do Tunisu. Począwszy od 8 stycznia 2011 doszło do radykalizacji nastrojów społecznych, kiedy w wyniku użycia siły przez policję z dnia na dzień wzrastała liczba ofiar śmiertelnych.
14 stycznia 2011 prezydent Ben Ali, po ponad 23 latach sprawowania władzy, zrezygnował z urzędu i wraz z rodziną odleciał za granicę. 15 stycznia 2011 obowiązki głowy państwa przejął Fu’ad al-Mubazza, a 17 stycznia 2011 premier Muhammad al-Ghannuszi utworzył nowy rząd jedności narodowej, w skład którego weszli także przedstawiciele opozycji. Przejściowe władze zobowiązały się do poszanowania zasad demokracji i organizacji wolnych wyborów w ciągu 6 miesięcy. Obywatele nie przerwali jednak protestów, domagając się odsunięcia od rządów wszystkich przedstawicieli obalonego reżimu. 27 stycznia 2011 premier Ghannouchi dokonał zmian w rządzie, dymisjonując wszystkich ministrów ze Zgromadzenia Demokratyczno-Konstytucyjnego. 6 lutego 2011 zawieszona została natomiast działalność tej partii. Pod wpływem dalszych protestów premier ustąpił ze stanowiska 27 lutego 2011.
7 marca 2011 zaprzysiężony został nowy rząd Bedżiego Caida Essebsiego, w którym nie znalazł się żaden z członków dawnej administracji. Na początku marca przejściowe władze podjęły decyzję o organizacji 24 lipca 2011 wyborów do Zgromadzenia Konstytucyjnego, mającego za zadanie opracowanie nowej konstytucji, w oparciu o którą mogłyby następnie odbyć się wybory parlamentarne i prezydenckie. W czerwcu data głosowania została jednak przesunięta na 23 października 2011 z powodu problemów organizacyjnych, w celu zagwarantowania wolnych i uczciwych wyborów. W wyborach tych, pierwszych przeprowadzonych w sposób wolny i uczciwy, zwycięstwo odniosła islamska Partia Odrodzenia. 12 grudnia 2011 Zgromadzenie Konstytucyjne nowym prezydentem kraju wybrało Moncefa Marzoukiego.
Rozwiązany został dawny aparat służb bezpieczeństwa, odpowiedzialny za represjonowanie przeciwników politycznych oraz dawna partia rządząca, Zgromadzenie Demokratyczno-Konstytucyjne. W czerwcu 2011 w zaocznym procesie prezydent Ben Ali został skazany na 35 lat pozbawienia wolności za defraudację i nadużycie funduszy państwowych, a miesiąc później na kolejne 15 lat za nielegalne posiadanie broni, narkotyków i środków finansowych oraz 16 lat za korupcję i oszustwa przy zawieraniu umów.
Rewolucja w Tunezji zapoczątkowała falę masowych protestów społecznych, do jakich doszło w pierwszych miesiącach 2011 w niemalże wszystkich krajach arabskich.

## Przyczyny rewolucji

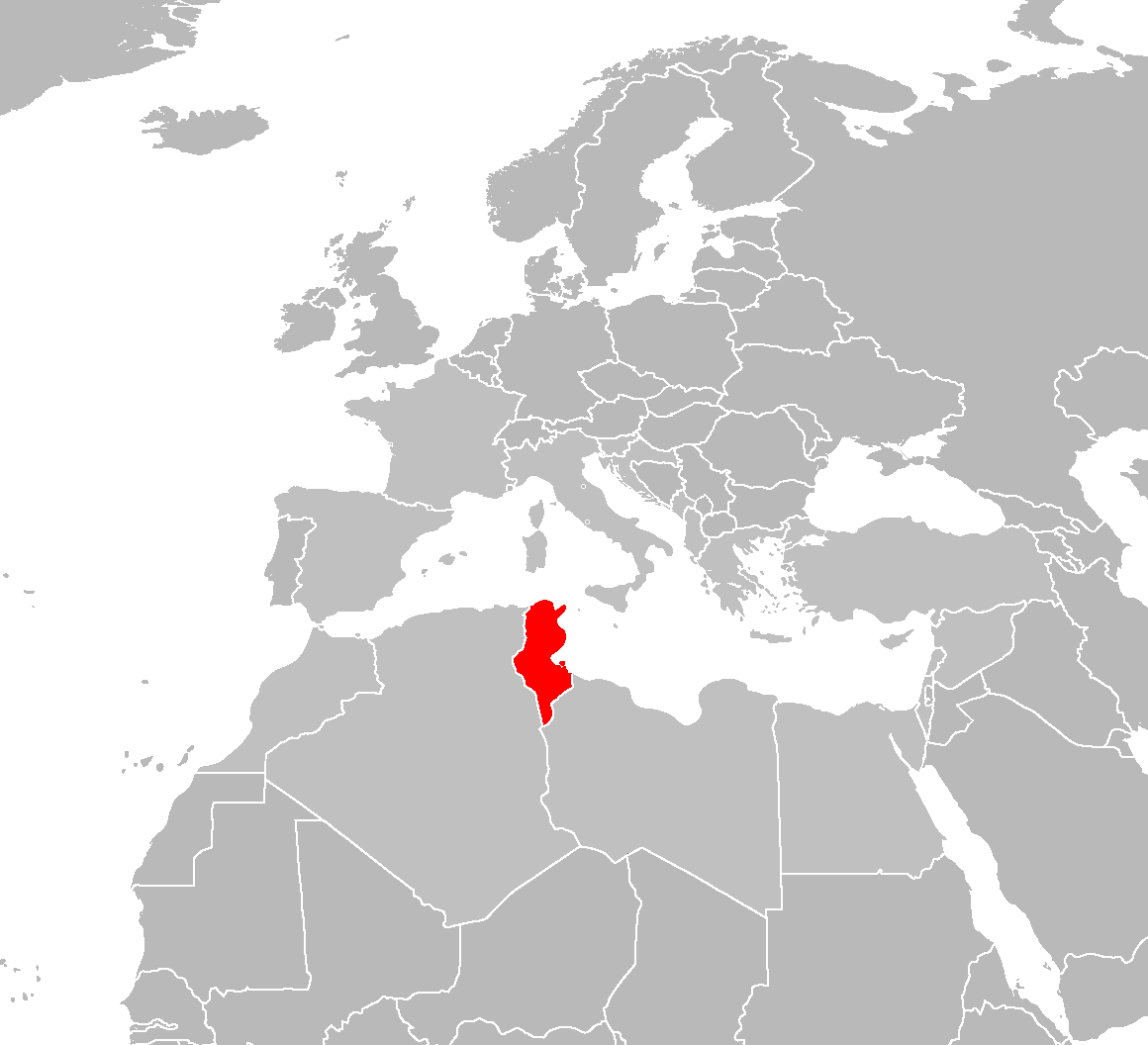
Położenie Tunezji

Tunezja od 1987 znajdowała pod rządami prezydenta Zina Al-Abidina Ben Alego. W październiku 1987 objął on stanowisko premiera, a w następnym miesiącu w wyniku „pałacowego przewrotu” zajął urząd prezydenta Tunezji po tym, jak Habib Burgiba został uznanym za niezdolnego do wykonywania obowiązków głowy państwa. Ponad 23-letnie rządy prezydenta Ben Alego charakteryzowały się z jednej strony stabilnością wewnętrzną państwa i umiarkowanym wzrostem dobrobytu mieszkańców, a z drugiej ograniczaniem swobód obywatelskich, łamaniem praw człowieka i zwalczaniem opozycji politycznej.
Choć początkowo prezydent obiecywał demokratyzację kraju, w wyborach prezydenckich w 1989 i 1994 był jedynym kandydatem. Pierwsze wielopartyjne wybory prezydenckie w 1999 wygrał natomiast przytłaczającą większością głosów. Zmiana konstytucji w 2002, znosząca limit kadencji, umożliwiła mu ubieganie się o ponowną reelekcję. W wyborach w 2004 uzyskał 94% głosów poparcia, a 5 lat później niecałe 90%. Opozycja odrzuciła te wyniki, twierdząc iż obywatelom nie zapewniono rzeczywistej wolności wyboru. Widocznym znakiem dominacji politycznej prezydenta były jego olbrzymie podobizny umieszczone na wielu budynkach w przestrzeni publicznej. Organizacje broniące praw człowieka zarzucały tunezyjskim władzom prześladowania i bezprawne aresztowania przeciwników politycznych oraz tłumienie swobód obywatelskich.

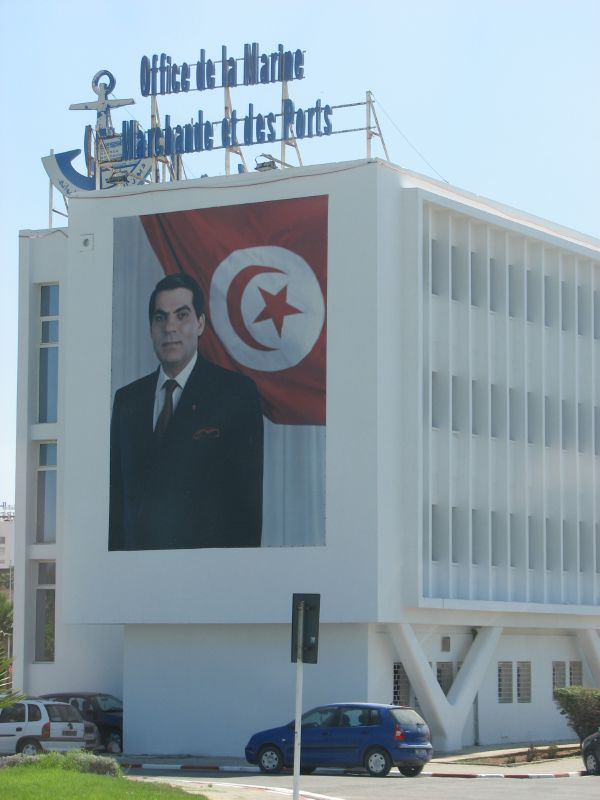
Podobizna prezydenta Ben Alego na budynku użyteczności publicznej

Chociaż rządy Ben Alego zapewniły Tunezji miarowy wzrost gospodarczy i rozwój sektora turystycznego, nie wszyscy obywatele odczuwali poprawę sytuacji życiowej. Znaczna część kraju, zwłaszcza jego interior, pozostawała wyraźnie uboższa w porównaniu z wybrzeżem. Wśród wzrastającej liczebnie populacji ludzi młodych utrzymywało się wysokie bezrobocie. Według oficjalnych danych MFW, bezrobocie we wrześniu 2010 utrzymywało się na poziomie 13,3%, jednakże według pozarządowych źródeł w rzeczywistości było znacznie wyższe, zwłaszcza na prowincji, gdzie ok. 44% kobiet i ok. 25% mężczyzn mogło pozostawać bez pracy. Mieszkańcy dostrzegali również korupcję i nepotyzm władz i administracji. Krytykowali przywileje wieloletniej elity rządzącej, w tym samej rodziny prezydenta. Rodzina prezydenta posiadała rozległy majątek i udziały w wielu firmach.
Do zaostrzenia nastrojów na tym tle przyczyniło się także ujawnienie amerykańskich depesz dyplomatycznych przez serwis WikiLeaks na początku grudnia 2010. Opisywały one stosunki obu państw i sytuację polityczno-społeczną w Tunezji z punktu widzenia amerykańskich przedstawicieli dyplomatycznych. Tajne materiały zawierały szereg uwag podzielanych prywatnie również przez samych obywateli. Depesze zwracały uwagę na problemy korupcji, nepotyzmu i „sklerotyczny” reżim podstarzałego prezydenta. Tunezję opisywały jako „państwo policyjne, w którym zakres wolności słowa i stowarzyszania się jest ograniczony, a poszanowanie praw człowieka jest dużym problemem”. Podkreślały wyobcowanie społecznie administracji Ben Alego, odrzucanie wszelkiej krytyki międzynarodowej i krajowej oraz wolę utrzymania władzy za wszelką cenę. Zwracały uwagę na niepopularność prezydenckiej rodziny, w tym pierwszej damy Leïli Ben Ali oraz wysokie bezrobocie i dysproporcję w rozwoju regionalnym. Na koniec ostrzegały przed wzrastającym ryzykiem stabilności władzy w długoterminowym okresie.
Wpływ na rozprzestrzenienie się protestów miała również brutalna reakcja służb bezpieczeństwa na pierwsze wystąpienia oraz konfrontacyjne wypowiedzi przedstawicieli władz.

## Początek wystąpień
17 grudnia 2010 w mieście Sidi Bu Zajd, położonym 200 km na południowy wschód od Tunisu, próbę samospalenia podjął 26-letni Mohamed Bouazizi. Przed budynkiem lokalnych władz oblał się benzyną lub rozpuszczalnikiem, a następnie podpalił po tym, jak policja zarekwirowała mu stragan, na którym handlował bez zezwolenia owocami i warzywami. Bouazizi przerwał naukę, by pomóc w utrzymaniu 8-osobowej rodziny. Aby zarobić na życie handlował żywnością na ulicznym straganie. W czasie konfiskaty wagi i towarów, które zakupił na kredyt, funkcjonariuszka policji uderzyła go w twarz, co było publiczną zniewagą (uderzenie przez kobietę). Po incydencie udał się do siedziby lokalnych władz w celu złożenia skargi. Nie został jednakże wysłuchany i jeszcze tego samego dnia w akcie protestu podpalił się. Został natychmiast odwieziony do szpitala, jego stan był jednakże poważny.

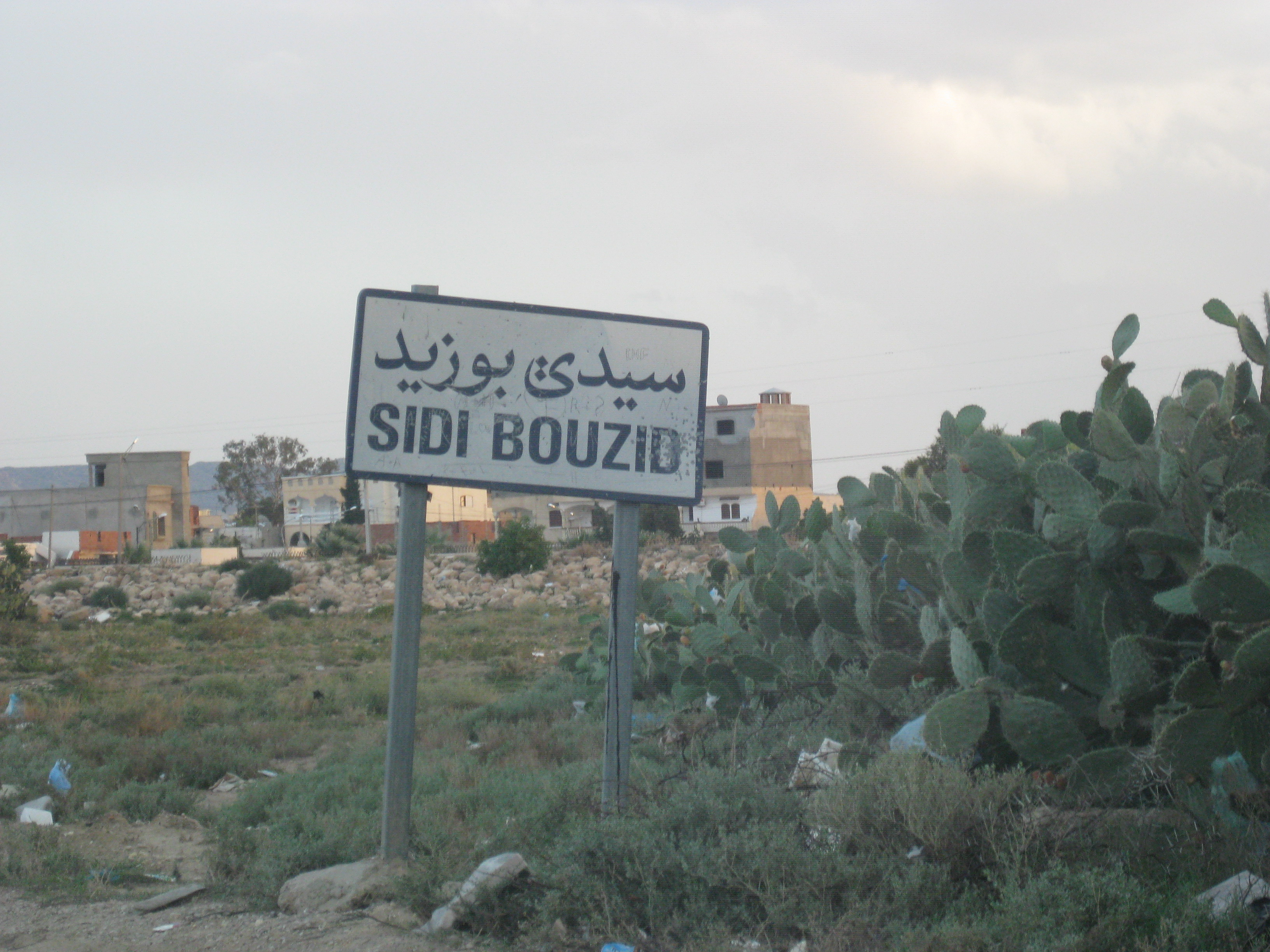
Miasto Sidi Bu Zajd (fr. Sidi Bouzid)

28 grudnia 2010 prezydent Ben Ali odwiedził Mohameda Bouaziziego w szpitalu w mieście Bin Arus. Prezydent obiecał przewiezienie na leczenie we Francji i przyjął na audiencji jego rodzinę. Zdaniem części komentatorów i demonstrujących, wizyta miała charakter czysto wizerunkowy, a prezydentowi w istocie chodziło o uśmierzenie rosnącej już fali protestów. 4 stycznia 2011 o godzinie 17:30 Bouazizi zmarł w wyniku poparzeń trzeciego stopnia. Następnego dnia w rodzinnym mieście Sidi Bu Zajd odbył się jego pogrzeb, który zgromadził około 5 tys. osób. Uczestnicy procesji nie zostali dopuszczeni przez policję do miejsca, gdzie doszło do próby samospalenia.
19 grudnia 2010 w Sidi Bu Zajd odbył się marsz poświęcony Bouaziziemu, w czasie którego mieszkańcy wyrażali niezadowolenie z panującego bezrobocia i ogólnych warunków życiowych. Pokojowa manifestacja została rozpędzona przez służby bezpieczeństwa. W mieście doszło do starć młodzieży z policją, w czasie których niszczone były witryny sklepowe i samochody. Do zamieszek doszło także w dniu następnym. Wydarzenia z Sidi Bu Zajd odbiły się echem w kraju i za granicą dzięki portalom społecznościowym typu Facebook, Twitter i YouTube, na których użytkownicy relacjonowali przebieg protestów, zamieszczali własne nagrania bądź organizowali się na kolejne wystąpienia.
20 grudnia 2010 w Sidi Bu Zajd wybuchły kolejne starcia, choć już na mniejszą skalę. Przedstawiciele władz w pierwszym komentarzu próbowali umniejszać znaczenie zaistniałych wydarzeń. Wyrazili oburzenie próbami używania odosobnionego incydentu do wypaczania prawdziwego kontekstu i wykorzystywania go w celach politycznych. Uznali takie działania za manipulację i prowokację.

## Intensyfikacja protestów

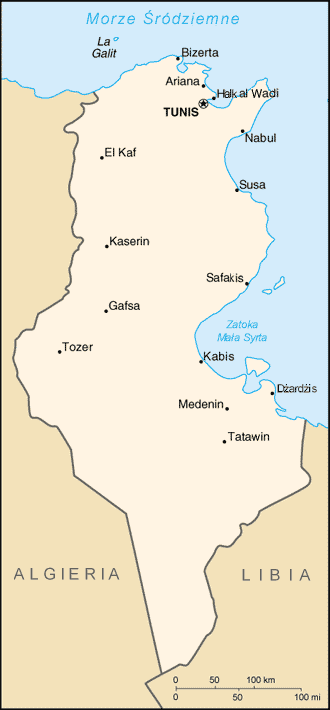
Główne miasta Tunezji

W ciągu tygodnia demonstracje z powodu złej sytuacji materialnej przeniosły się do innych miast na prowincji. 22 grudnia 2010, 22-letni Houcine Falhi popełnił samobójstwo w proteście przeciwko bezrobociu poprzez porażenie się prądem po wejściu na słup instalacji wysokiego napięcia. 24 grudnia 2010 protesty wybuchły w Manzil Bu Zajjan, 240 km na południe od Tunisu. W mieście doszło do starć. Według przedstawicieli policji, demonstranci otoczyli posterunek policji i przy pomocy koktajli Mołotowa podpalili go, kilka radiowozów, a także siedzibę rządzącego Zgromadzenia Demokratyczno-Konstytucyjnego. Służby po oddaniu strzałów w powietrze, użyły ostrej amunicji, zdaniem władz w samoobronie. W wyniku starć zginęła jedna osoba (18-letni Mohamed Ammari), a kilka zostało rannych, w tym 44-letni Chawki Belhoussine El Hadri, który w wyniku odniesionych obrażeń zmarł 30 grudnia 2010. W czasie zamieszek poważnie poparzonych zostało kilku policjantów, w tym dwóch zapadło w stan śpiączki. Według uczestników demonstracji służby bezpieczeństwa dokonały licznych aresztowań i otoczyły miasto, kontrolując ruch w obie strony. 23 grudnia 2010 minister rozwoju Mohamed Nouri Jouini ogłosił nowy program walki z bezrobociem, na który władze miały przeznaczyć 10 mln USD. Nie uspokoiło to jednakże nastrojów społecznych.
W kolejnych dniach starcia z policją wybuchały w innych miastach, w Ar-Rakab, Al-Miknasi, Kafsa, Safakis, Bin Kirdan, Susa, Kairuan.
27 grudnia 2010 demonstracje przeniosły się do stolicy kraju. W marszu zorganizowanym przez związki zawodowe około tysiąca osób protestowało przeciwko korupcji, bezrobociu i solidaryzowało się z młodzieżą manifestującą w biedniejszych częściach kraju. Domagało się również uwolnienia wszystkich zatrzymanych przez służby bezpieczeństwa. Policja uniemożliwiła demonstrującym zajęcie głównej arterii komunikacyjnej w mieście. W wyniku marszu lekko rannych zostało kilka osób. 28 grudnia 2010 w Tunisie przed siedzibą rządu demonstrowało ok. 300 prawników, natomiast pod Ministerstwem Edukacji odbył się protest zorganizowany przez związek zawodowy szkół wyższych. 29 grudnia 2010 doszło do kolejnych wystąpień w stolicy.
28 grudnia 2010 prezydent Ben Ali o „używanie przemocy na ulicach przeciwko interesom państwa” oskarżył „mniejszość ekstremistów”. Działania te uznał za nie do zaakceptowania. Ostrzegł, że uderzą one w wizerunek Tunezji za granicą, będą miały negatywny wpływ na tworzenie miejsc pracy i zniechęcą inwestorów oraz turystów. Zagroził uczestnikom manifestacji surową karą. Oskarżył także zagraniczne media o emitowanie fałszywych informacji, niemających potwierdzenia w rzeczywistości. Media publiczne początkowo w ogóle nie informowały o protestach, a w późniejszych dniach przedstawiały wyłącznie stanowiska władz. 29 grudnia 2010 prezydent dokonał zmian w rządzie na stanowiskach czterech ministrów: młodzieży i sportu; komunikacji; handlu; spraw religijnych. Ogłosił też wdrożenie planu tworzenia miejsc pracy dla absolwentów studiów o wartości 4,5 mld USD. 30 grudnia 2010 zdymisjonował gubernatorów trzech gubernatorstw: Dżunduba, Sidi Bu Zajd i Zaghwan.
30 grudnia 2010 służby bezpieczeństwa stłumiły protesty w Monastyrze oraz miastach As-Sabicha i Asz-Szabba. 31 grudnia 2010 w Tunisie, Monastyrze i na ulicach innych miast przeciwko represjom władz protestowali prawnicy. Wyrażali oni solidarność z pozostałymi mieszkańcami kraju, sprzeciwiając się arbitralnym zatrzymaniom demonstrujących i agresywnej reakcji służb bezpieczeństwa. Protest prawników w stolicy został brutalnie rozbity, wielu z jego uczestników zostało dotkliwie pobitych. Za wspieranie protestów wielu prawników zostało aresztowanych. 3 stycznia do starć z policją doszło w mieście Tala, 250 km od Tunisu. Służby przeciwko demonstrującym użyły gazu łzawiącego, a jeden z kanistrów trafił w miejscowy meczet. Demonstrujący zaatakowali w odpowiedzi siedzibę partii rządzącej.

## Wzrost liczby ofiar i radykalizacja nastrojów społecznych

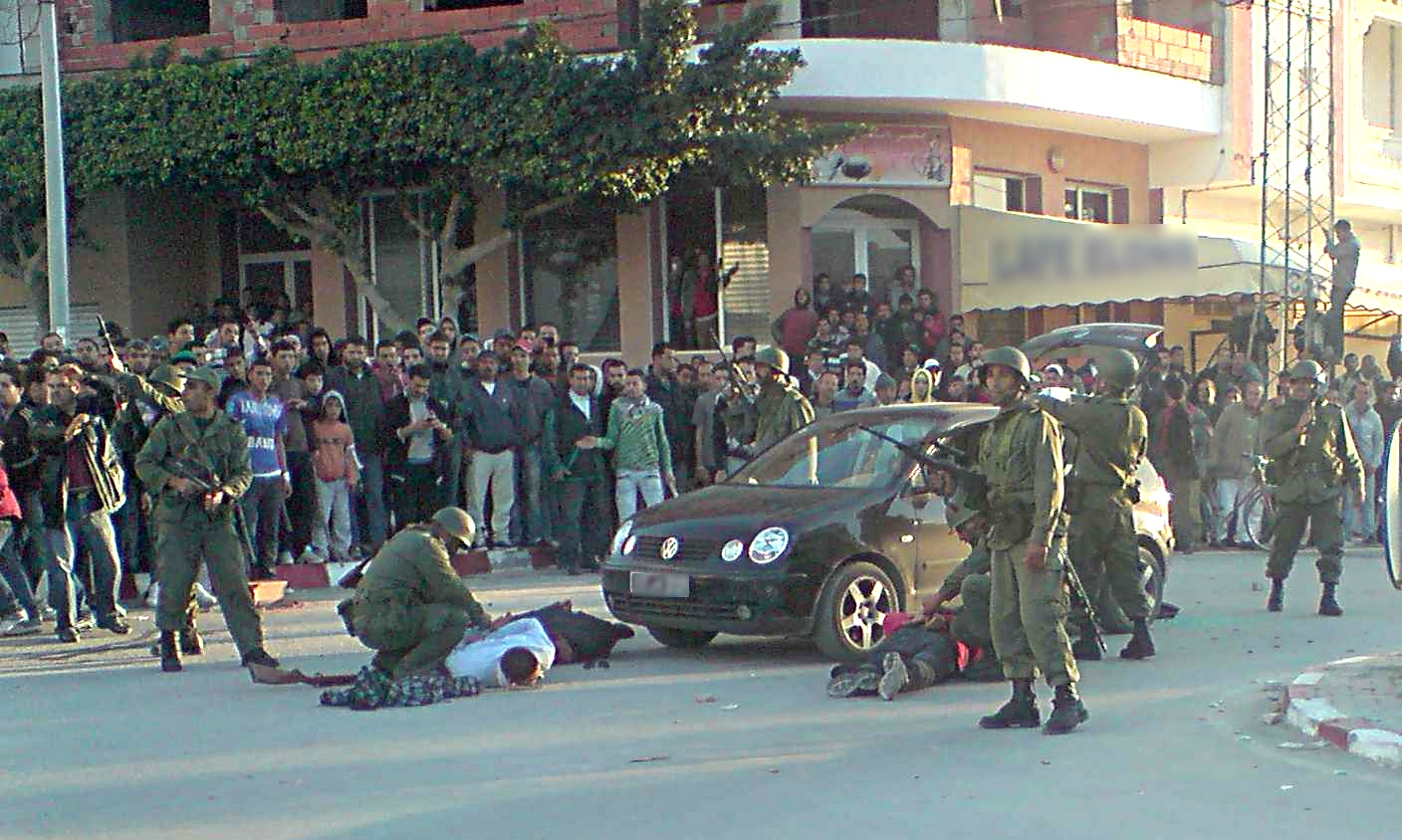
Armia tunezyjska na ulicach miast

6 stycznia 2011 w całym kraju został zorganizowany strajk generalny adwokatury. Zdaniem jej przewodniczącego, przyłączyło się do niego 95% spośród 8 tys. tunezyjskich prawników. Strajk miał być wyrazem sprzeciwu wobec nieuzasadnionych ataków, pobić i aresztowań wielu członków adwokatury w poprzednich dniach (m.in. 31 grudnia 2010). 7 stycznia 2011 do strajku prawników przyłączyli się również nauczyciele.
Do 8 stycznia 2011 w wyniku protestów w Tunezji zmarły 4 osoby (2 zastrzelone 24 grudnia 2010 oraz 2 ofiary samobójstw: samospalenia i porażenia prądem). Kolejne dni przyniosły jednak zwiększenie liczby ofiar i w związku z tym radykalizację nastrojów społecznych.
W wyniku protestów i starć z policją 8 i 9 stycznia 2011 zginęło według oficjalnych danych co najmniej 14 osób, choć zdaniem opozycji liczba ta była wyższa i wynosiła co najmniej 20 osób. W mieście Al-Kasrajn protestujący zaatakowali budynki rządowe, podpalili i zniszczyli trzy banki, posterunek policji, stację benzynową oraz radiowóz. W wyniku otwarcia ognia przez służby bezpieczeństwa zginęło co najmniej 5 osób. Również w mieście Tala od ostrzału służb śmierć poniosła taka sama liczba osób. Władze zapewniały, że policja działała w ramach samoobrony, a jej celem było utrzymanie porządku. Cztery osoby zginęły w mieście Ar-Rakab. Lider opozycyjnej Demokratycznej Partii Postępowej (Parti Démocrate Progressiste, PDP), Nadżib Szebbi, wezwał do zaprzestania używania ostrej amunicji przez służby bezpieczeństwa celem „oszczędzenia życia niewinnym obywatelom i zapewnienia im prawa do pokojowych zgromadzeń”.

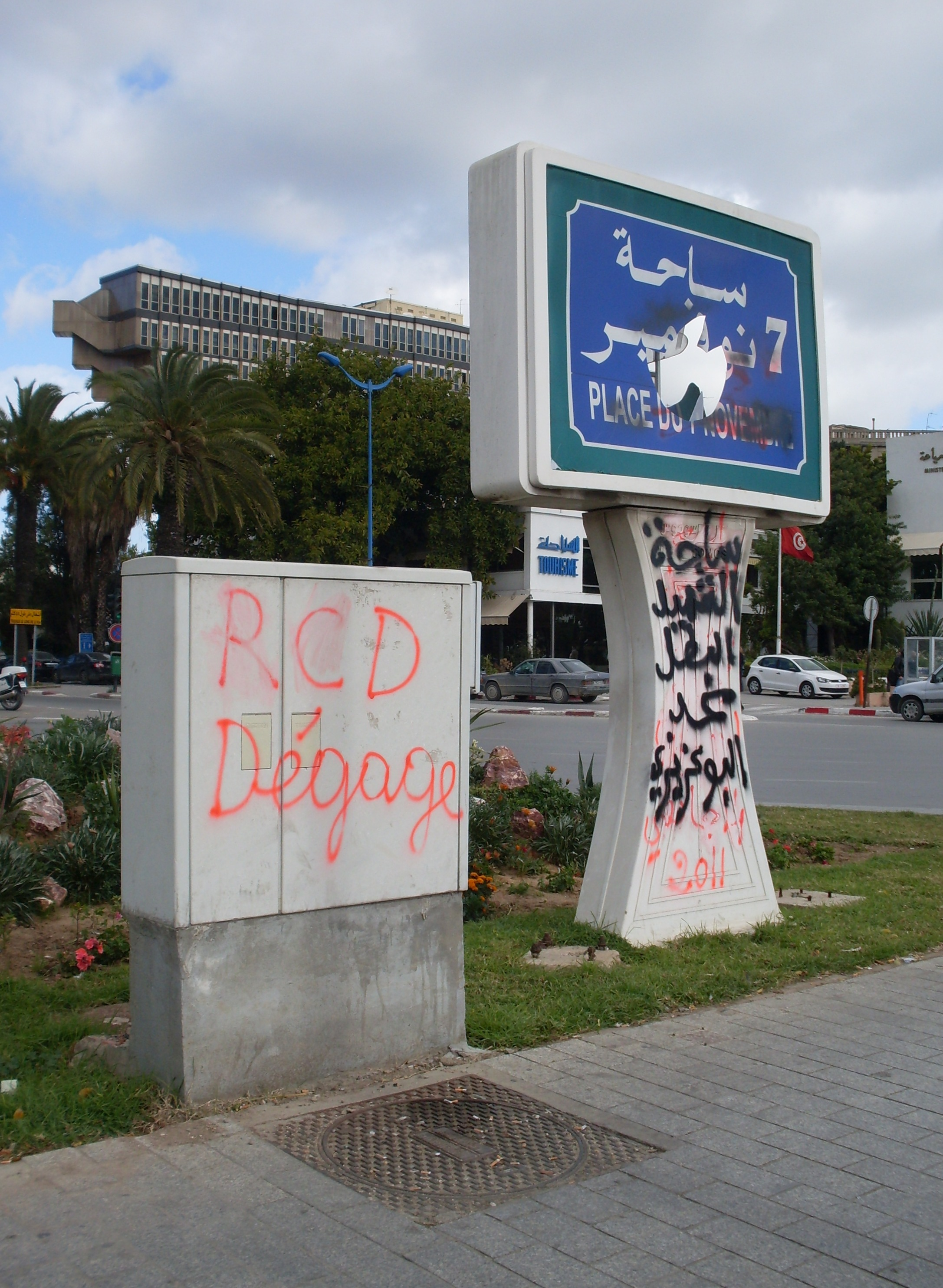
Napisy wzywające do rozwiązania partii rządzącej

10 stycznia 2011 procesje pogrzebowe poświęcone ofiarom protestów w Al-Kasrajn i Ar-Rakab przerodziły się w kolejne zamieszki ze służbami bezpieczeństwa. W miastach na prowincji wzmocnione zostały siły policyjne. W Tunisie doszło do manifestacji z udziałem studentów, a służby otoczyły kampus uniwersytecki. Z powodu masowego uczestnictwa studentów w protestach, władze postanowiły zawiesić od 10 stycznia 2011 zajęcia we wszystkich uczelniach i szkołach w kraju, co miało przyczynić się do uspokojenia sytuacji.
Prezydent Ben Ali 10 stycznia 2011 uznał wybuchające zamieszki za „terrorystyczne działania” podejmowane przez „zamaskowane gangi atakujące nocą budynki rządowe i cywilów”. Stwierdził, że wydarzeniami kierują „zagraniczne grupy, które nie chcą tego, co jest dobre dla kraju”. Zapowiedział podjęcie dochodzenia w tej sprawie i ukaranie winnych. Złożył również deklarację stworzenia 300 tys. nowych miejsc pracy w latach 2011–2012.
11 stycznia 2011 władze podniosły oficjalny bilans ofiar śmiertelnych zamieszek do 21 osób. Międzynarodowa Federacja Praw Człowieka (FIDH) ogłosiła jednak, że posiada imienną listę 35 ofiar i wyraziła przekonanie, że ich rzeczywista liczba mogła przekroczyć 50 osób. Podobne stanowisko zajął związek zawodowy UGTT. 11 stycznia zamieszki wybuchły na nowo w mieście Al-Kasrajn. Policja ostrzelała demonstrantów z dachów budynków. Funkcjonariusze stwierdzili, że działali w ramach samoobrony po tym, jak zaatakowany został ich posterunek. W tym samym dniu w Tunisie doszło do stłumionego przez policję protestu aktorów, muzyków i artystów. Wieczorem na przedmieściach stolicy wybuchły gwałtowne zamieszki z policją. Demonstranci zniszczyli budynek rządowy, samochody i witryny sklepowe. W konsekwencji na głównych arteriach stolicy rozlokowane zostały dodatkowe siły policyjne.

## Utrata wiarygodności władz

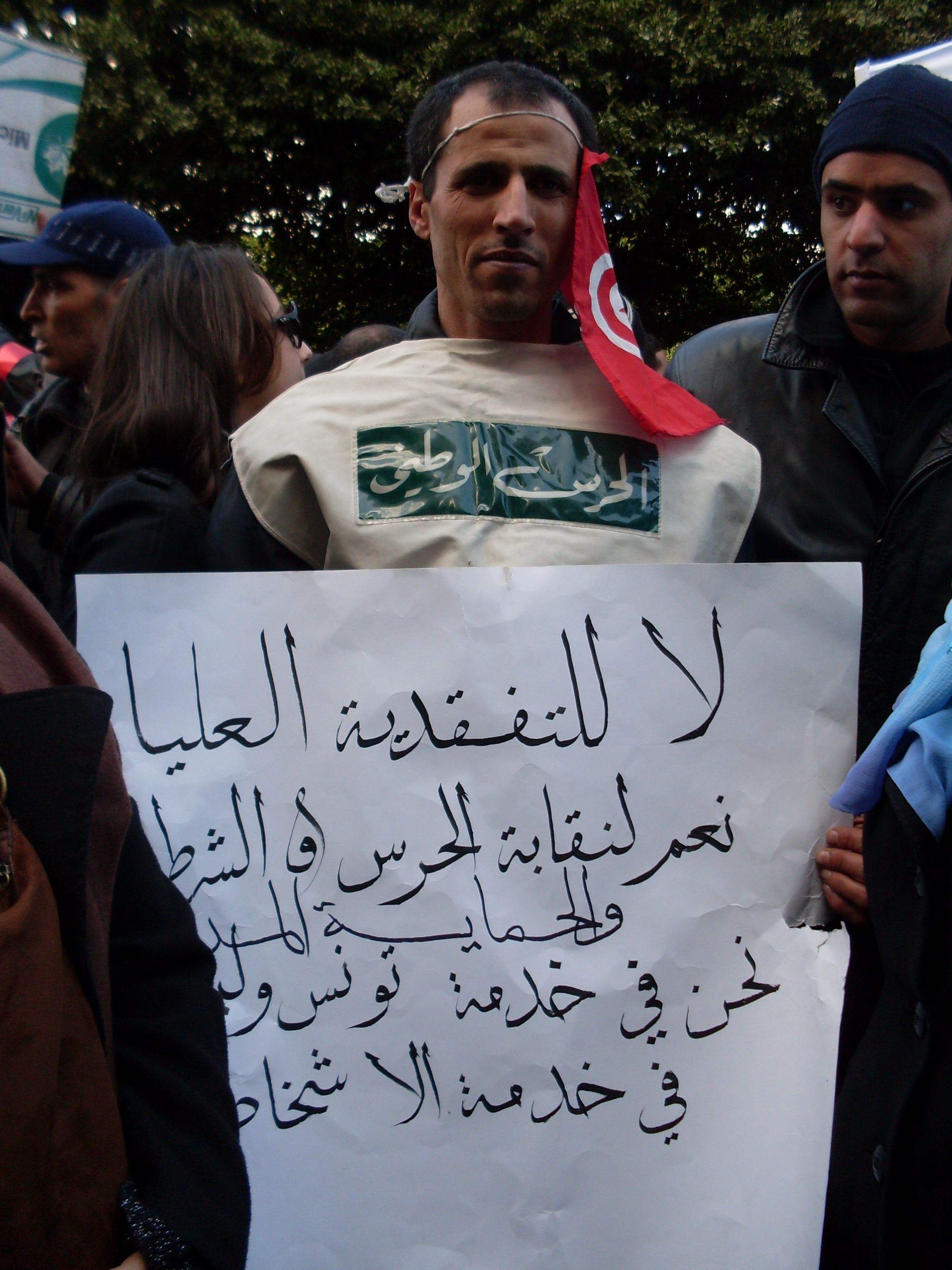
Tunezyjscy manifestanci

Wzrost liczby ofiar trwających wciąż zamieszek, używanie ostrej amunicji przez służby porządkowe i postawa rządzących spowodowały radykalizację nastrojów społecznych. Władze w oczach wielu obywateli utraciły wiarygodność i legitymizację. Coraz częściej wśród demonstrujących pojawiały się głosy domagające się zmian na szczytach władzy. W celu opanowania sytuacji i uspokojenia nastrojów 12 stycznia 2011 prezydent Ben Ali zdymisjonował ministra spraw wewnętrznych Rafika Belhaja Kacema, odpowiedzialnego m.in. za działalność służb policyjnych. Ogłosił również uwolnienie wszystkich osób zatrzymanych w czasie protestów oraz powołanie specjalnego komitetu śledczego ds. korupcji i zbadania „błędów pewnych urzędników”. 12 stycznia 2011 do starć z policją doszło w Tunisie oraz miastach Tauzar, Tala (w którym zginęła jedna osoba) i Duz (gdzie zginęły dwie osoby). W Tunisie wprowadzona została całonocna godzina policyjna od godziny 20:00 do 6:00.
Pomimo tego, w nocy z 12 na 13 stycznia w stolicy wybuchły zamieszki z policją, które przybrały na sile w ciągu dnia. Starcia objęły główne ulice i centrum miasta, zamknięte zostały sklepy, banki i francuska ambasada. Policja ustanowiła blokady drogowe i wzmocniła ochronę budynków rządowych, otoczonych dodatkowo drutem kolczastym. W wyniku ostrzału demonstrantów z ostrej amunicji zginęło, w zależności od źródeł, od 5 do 8 osób. Protesty trwały także w innych miastach w kraju, m.in. w Safakis, Duz i Thali. W Sidi Bu Zajd demonstrowało ok. 10 tys. mieszkańców. Międzynarodowa Federacja Praw Człowieka (FIDH) ogłosiła, że od początku zamieszek zginęło w sumie co najmniej 66 osób. Władze informowały o 23 ofiarach śmiertelnych. Według źródeł agencji Reutersa w zamieszkach 13 stycznia 2011 zginęło 12 osób, w tym 10 osób w Tunisie oraz 2 osoby w nadmorskim mieście Ras Dżabal.
Wieczorem 13 stycznia 2011 74-letni prezydent Ben Ali wystąpił z telewizyjnym orędziem, w którym zapowiedział, że nie będzie ubiegał się o kolejną kadencję w 2014. Stwierdził, że w Tunezji nie ma „dożywotniej prezydentury” i ustąpi z urzędu po upływie trwającej kadencji. Zadeklarował, że nie zamierza zmieniać przepisów konstytucji zabraniających ubiegać się o prezydenturę obywatelom powyżej 75 roku życia. Wyraził „bardzo głęboki i wielki żal” z powodu śmierci cywilów i zakazał służbom bezpieczeństwa używania ostrej amunicji poza koniecznością samoobrony. Odniósł się do głównych problemów, deklarując działania na rzecz obniżenia rosnących cen żywności oraz wprowadzenie „wolności prasy i usunięcie ograniczeń w internecie”.
Na wieść o deklaracjach prezydenta na ulicach kilku miast, w tym Tunisu, doszło do manifestacji wyrażających zadowolenie z jego decyzji. Odblokowany został również dostęp do stron internetowych, w tym serwisów YouTube i Dailymotion. Lider opozycji Nadżib Szebbi wyraził zadowolenie z postawy prezydenta, zwrócił jednak uwagę, że należy poczekać na szczegóły i konkretne działania.

## Pierwsze reakcje międzynarodowe
Zaniepokojenie eskalacją przemocy w Tunezji wyraziła część społeczności międzynarodowej. Była to pierwsza wyraźna reakcja zagranicy na wydarzenia. Wcześniej główni aktorzy sceny międzynarodowej zajmowali powściągliwe stanowisko. Przez wiele lat utrzymywali bowiem kontakty handlowe z administracją Ben Alego i traktowali go jako gwaranta stabilności kraju, powstrzymującego wpływy radykalnych ugrupowań islamskich.
Administracja Stanów Zjednoczonych już 7 stycznia 2011 wezwała tunezyjskiego ambasadora w Waszyngtonie, aby wyrazić zaniepokojenie toczącymi się protestami. Zaapelowały do tunezyjskich władz o przestrzeganie swobód obywatelskich, w tym prawa do pokojowych zgromadzeń. Poruszyły też problem ingerencji władz w treści na stronach i portalach internetowych. 11 stycznia Departament Stanu USA wyraził „głębokie zaniepokojenie używaniem nadmiernej siły przez rząd Tunezji”.
Sekretarz generalny ONZ Ban Ki-moon wezwał wszystkie strony do rozwiązania różnic poprzez dialog oraz podkreślił znaczenie pełnego respektowania swobody wypowiedzi.
Szefowa dyplomacji UE, Catherine Ashton, wezwała rządzących do zaprzestania używania siły wobec demonstrantów i poszanowania ich podstawowych wolności. Wyraziła zaniepokojenie „użyciem niewspółmiernej siły przez policję”. Władze Francji oznajmiły, że „potępiają” przemoc i zaapelowały o pokój. 13 stycznia 2011 premier François Fillon wezwał strony do zachowania umiaru i podjęcia dialogu oraz potępił „nieproporcjonalne użycie siły” przez władze.
13 stycznia 2011 Wysoki komisarz Narodów Zjednoczonych do spraw praw człowieka (UNHCHR) Navanethem Pillay wezwała tunezyjskie władze do wszczęcia postępowania w sprawie zabójstw dziesiątek cywilów przez służby policyjne wskutek użycia przez nie „nadmiernych środków”. Wyraziła również zaniepokojenie doniesieniami o torturowaniu zatrzymanych demonstrantów.

## Ustąpienie prezydenta Ben Alego
14 stycznia 2011, pomimo deklaracji prezydenta o nieubieganiu się o kolejną kadencję, protesty w Tunezji były kontynuowane, a obok postulatów ekonomicznych pojawiły się również polityczne dotyczące samego Ben Alego. W Tunisie od 5 do 7 tys. osób zgromadziło się przed budynkiem Ministerstwa Spraw Wewnętrznych, domagając się ustąpienia prezydenta ze stanowiska. Policja użyła przeciwko nim gazu łzawiącego, co jednak nie rozproszyło demonstrantów, a spowodowało tylko wycofanie się ich o niewielką odległość. Do starć z policją doszło również przed budynkiem banku centralnego. Protesty były kontynuowane także w innych miastach kraju. W odpowiedzi na pojawiające się postulaty, minister spraw zagranicznych Kamel Mordżani zapowiedział możliwość zorganizowania wcześniejszych wyborów parlamentarnych i utworzenia rządu jedności narodowej.
Kilka godzin później prezydent Ben Ali ogłosił rozwiązanie rządu i przeprowadzenie nowych wyborów w ciągu 6 miesięcy. Misję stworzenia nowego gabinetu powierzył dotychczasowemu premierowi Mohamedowi Ghannouchiemu, pełniącemu tę funkcję od 1999. Władze wprowadziły również bezterminowo stan wyjątkowy i godzinę policyjną (od 17:00 do 7:00) na terenie całego kraju. Powodem tej decyzji była „ochrona tunezyjskiej ludności i jej majątku”. W czasie obowiązywania stanu wyjątkowego zakazane było organizowanie publicznych zgromadzeń powyżej 3 osób. W przypadku niepodporządkowania się regulacjom policja posiadała prawo do użycia broni. Wojsko opanowało stołeczne lotnisko, a przestrzeń powietrzna nad Tunezją została zamknięta.
Nieoczekiwanie, 14 stycznia 2011 w godzinach popołudniowych, premier Ghannouchi ogłosił przejęcie obowiązków głowy państwa, zgodnie z art. 56 konstytucji, z powodu „tymczasowej niezdolności prezydenta do wykonywania swoich obowiązków”. Obiecał poszanowanie konstytucji, przywrócenie porządku i przeprowadzenie reform gospodarczych, politycznych i społecznych. Wezwał rodaków do „okazania patriotyzmu i jedności w celu przezwyciężenia trudnego okresu i powrotu do stabilności”. Premier nie poinformował o losie prezydenta Ben Alego.

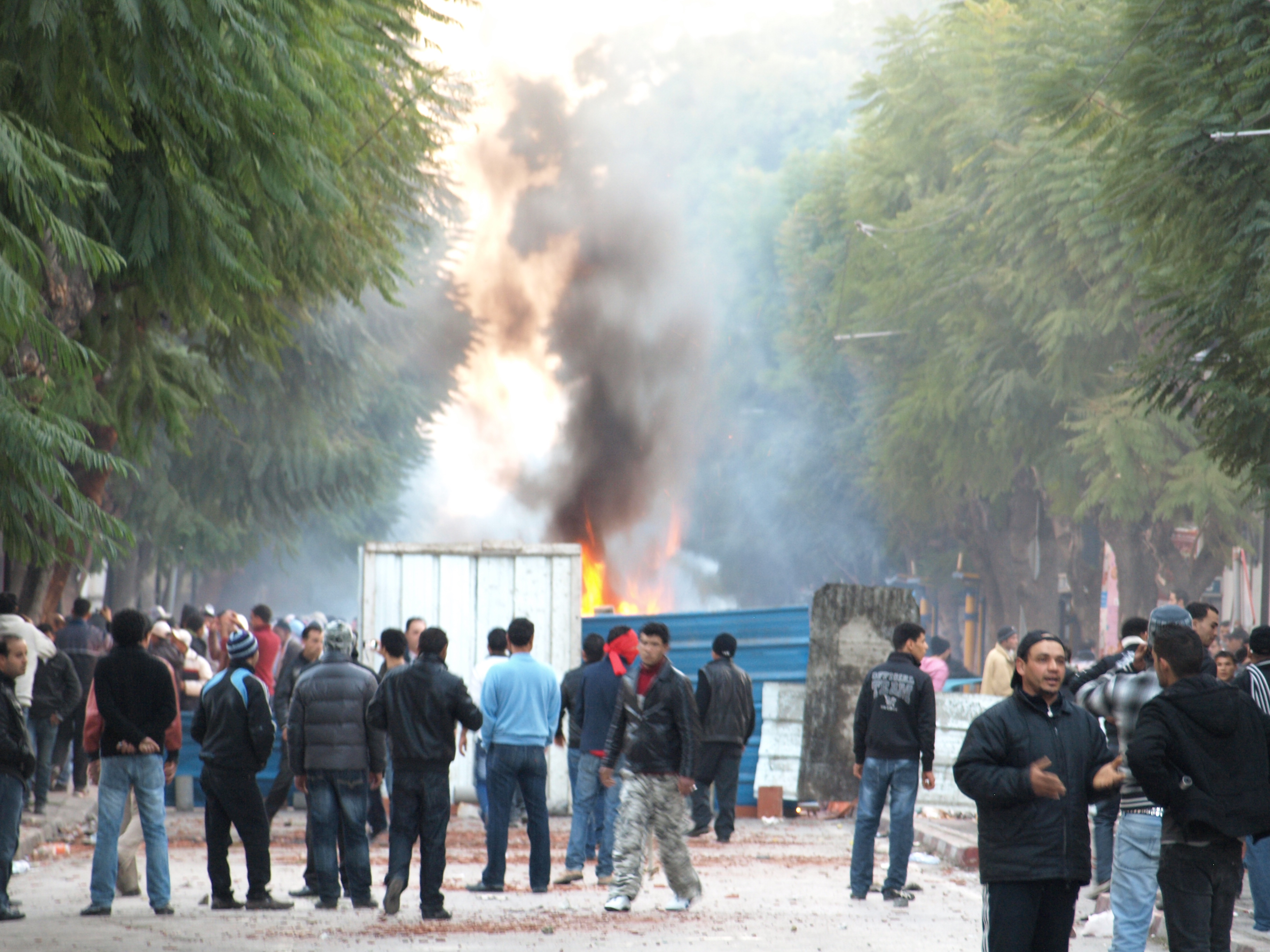
Zamieszki w Tunisie, 14 stycznia 2011

Prezydent jednak, wraz z najbliższą rodziną, odleciał samolotem na północny wschód w kierunku Malty pod ochroną libijską. Zarówno władze maltańskie, jak i włoskie, zaprzeczyły jakoby miał przybyć na terytorium ich państw. Również prezydent Nicolas Sarkozy nie zgodził się na przyjęcie Ben Alego na terytorium Francji. Wobec braku zgody na lądowanie samolot prezydencki skierował się w stronę Zatoki Perskiej. W celu uzupełnienia zapasów paliwa lądował na krótką chwilę na Sardynii. Krótko po północy 15 stycznia 2011 wylądował ostatecznie w Dżuddzie w Arabii Saudyjskiej. Saudyjskie władze, w opublikowanym oświadczeniu, potwierdzały przyjęcie Ben Alego i jego rodziny w swoim królestwie „z uwagi na wyjątkowe okoliczności, w obliczu których stanął braterski naród tunezyjski oraz w celu wsparcia bezpieczeństwa i stabilności jego kraju”. 17 stycznia 2011 Ben Ali został przewieziony z pałacu królewskiego w Dżuddzie, w którym początkowo przebywał, do miasta Abha w pobliżu granicy z Jemenem.
W nocy po ucieczce prezydenta w stolicy kraju zapanował chaos. Część mieszkańców, pomimo obowiązywania godziny policyjnej i stanu wyjątkowego, wyszła na ulice świętować ustąpienie Ben Alego. W mieście działały także uzbrojone grupy szabrowników zastraszające cywilów, którzy wznosili barykady, broniąc się przed przestępcami. Oddawano strzały, niektóre budynki stanęły w ogniu, w tym supermarkety, a także główny dworzec kolejowy. Nad miastem latały helikoptery z włączonymi reflektorami, patrolujące miasto, a wojsko ochraniało budynki publiczne. Ranem 15 stycznia 2011 centrum miasta pozostawało opustoszałe.

## Ukonstytuowanie się nowych władz

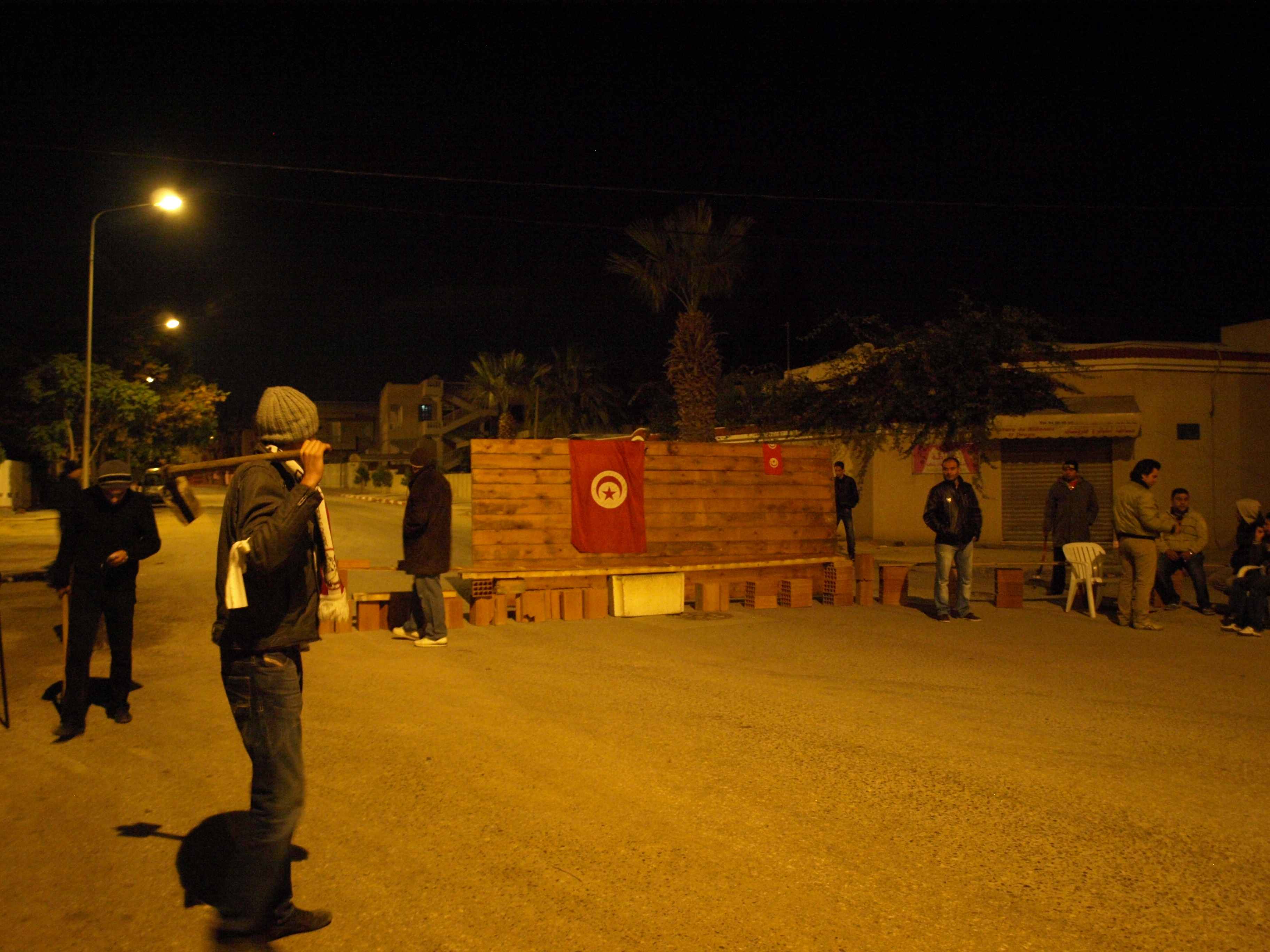
Nocne patrole obywatelskie strzegące przed szabrownikami

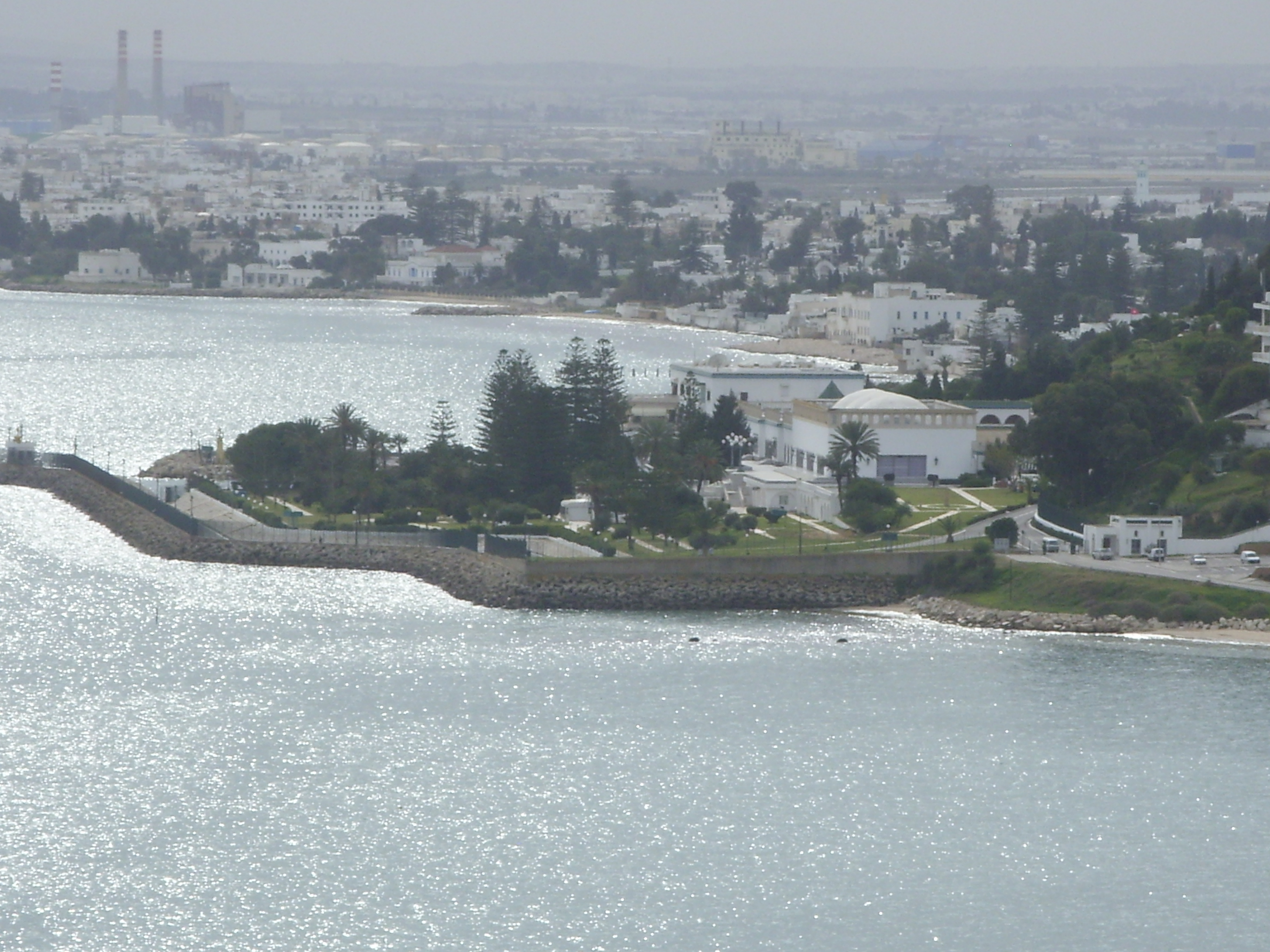
Pałac prezydencki w Tunisie, miejsce walk 16 stycznia 2011

15 stycznia 2011 Rada Konstytucyjna stwierdziła trwałe opróżnienie urzędu prezydenta, a jego obowiązki zgodnie z art. 57 konstytucji przejął od premiera Ghannouchiego przewodniczący parlamentu, Fu’ad al-Mubazza. Zgodnie z przepisami był on zobligowany do organizacji wyborów prezydenckich w terminie od 45 do 60 dni od tej daty. Tego samego dnia został oficjalnie zaprzysiężony na stanowisku tymczasowego szefa państwa, po czym powierzył premierowi Ghannouchiemu misję utworzenia nowego koalicyjnego rządu jedności narodowej. Premier Ghannouchi rozpoczął rozmowy na ten temat z przedstawicielami głównych partii opozycyjnych.
15 stycznia 2011 na ulicach Tunisu pojawiły się oddziały wojska pilnujące przestrzegania porządku i zwalczające akty grabieży. Otwarte zostało stołeczne lotnisko i cała przestrzeń powietrzna nad krajem, co umożliwiło wyjazd i ewakuację tysięcy zagranicznych turystów. W więzieniach w Monastyrze i Al-Mahdijji doszło do zamieszek i ucieczki osadzonych. Zakład karny w pierwszym z miast stanął w płomieniach, a w czasie ucieczki zginęły co najmniej 42 osoby. W Al-Mahdijji zginęło co najmniej 5 osób.
16 stycznia 2011 zatrzymany został generał Ali Serati, były szef straży prezydenckiej, usiłujący zbiec do Libii. Został oskarżony o szerzenie przemocy, brutalne działania przeciwko ludności i spiskowanie przeciw bezpieczeństwu narodowemu. Na wieść o jego aresztowaniu, w pobliżu pałacu prezydenckiego doszło do starć między siłami wojskowymi a członkami straży prezydenckiej obalonego szefa państwa. Wojsko podjęło ostatecznie udany atak na pałac, w którym schronili się zwolennicy Ben Alego. Do wymiany ognia doszło także w sąsiedztwie Ministerstwa Spraw Wewnętrznych i siedziby jednej z partii opozycyjnych. Dwóch uzbrojonych sprawców strzelających z dachu budynku w okolicy ministerstwa zostało zabitych przez służby bezpieczeństwa. Oprócz gen. Seratiego zatrzymano ministra spraw wewnętrznych Rafika Belhama Kacema oraz bratanka prezydenta Ben Alego, Kaisa Ben Alego. Z kolei bratanek żony prezydenta, Imed Trabelsi, zmarł w wyniku ran zadanych mu poprzedniego dnia. Premier Ghannouchi zapowiedział politykę „zera tolerancji” dla osób zagrażających bezpieczeństwu publicznemu. Władze o trzy godziny skróciły też obowiązywanie godziny policyjnej (z godzin 17:00–7:00 do godzin 18:00–5:00).
15 i 16 stycznia 2011 premier Muhammad al-Ghannuszi toczył rozmowy z liderami największych partii opozycyjnych na temat stworzenia wspólnego rządu przejściowego. Wśród rozmówców znalazł się przywódca Demokratycznej Partii Postępowej (Parti Démocrate Progressiste, PDP), Nadżib Szebbi, który domagał się organizacji wyborów pod międzynarodowym nadzorem w ciągu 6 lub 7 miesięcy, a także lider Ruchu Ettajid (Odnowa) Ahmed Ibrahim oraz Mustafa Ben Dżaafar, przewodniczący Demokratycznego Forum na rzecz Pracy i Wolności (Forum Démocratique pour le Travail et les Libertés, FDTL), postulujący konieczność przeprowadzenia „prawdziwych reform”. Powrót do Tunezji, po wieloletniej emigracji, zapowiedział dodatkowo przywódca islamistów Raszid Ghannuszi, lider zdelegalizowanej Partii Odrodzenia.

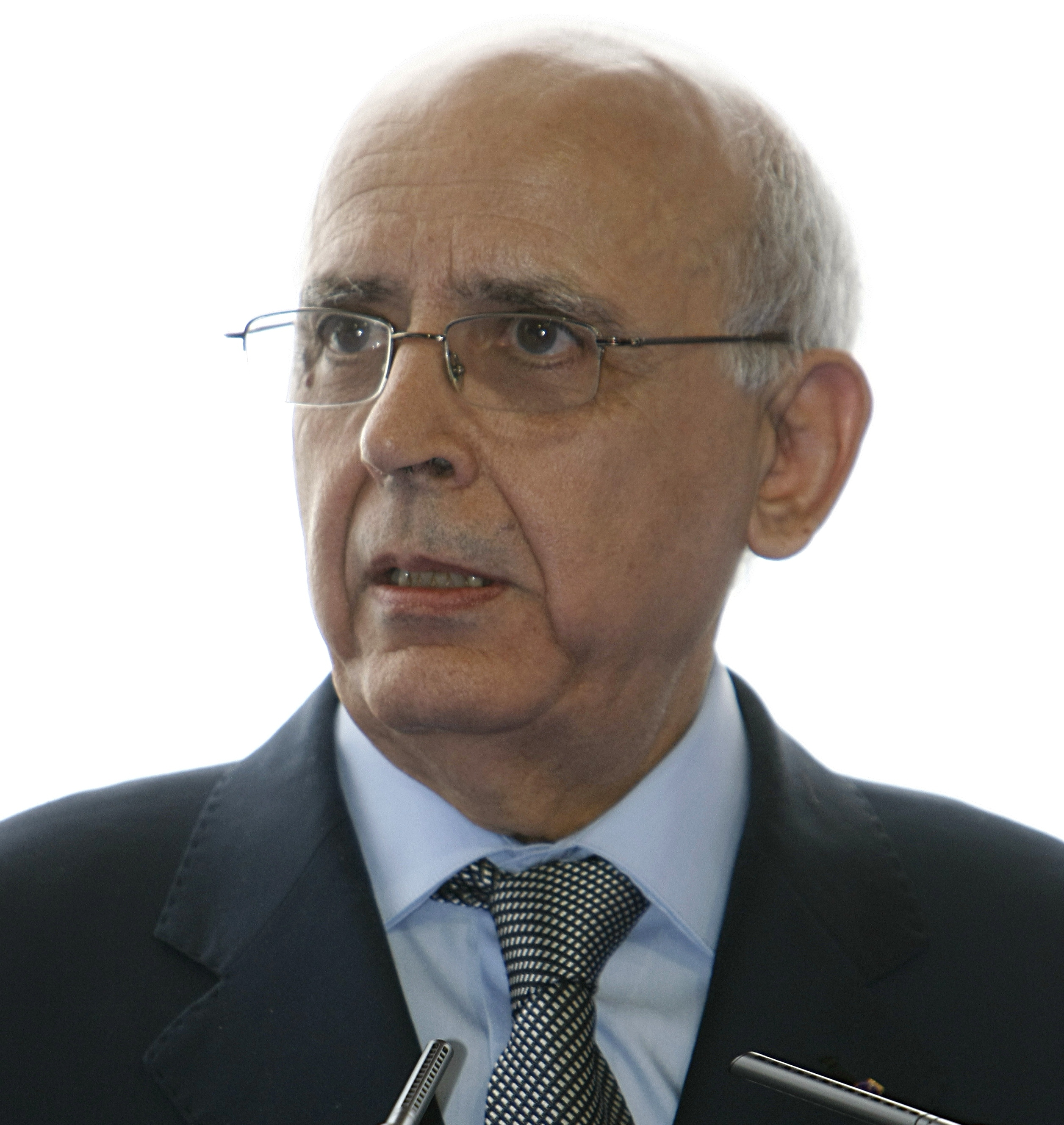
Premier Muhammad al-Ghannuszi

17 stycznia 2011 premier Ghannouchi ogłosił utworzenie rządu jedności narodowej. W nowym rządzie trzy stanowiska przypadły członkom opozycji. Nadżib Szebbi został ministrem rozwoju regionalnego. Resort szkolnictwa wyższego otrzymał Ahmed Ibrahim, a resort zdrowia Mustafa Ben Dżaafar. Dodatkowo, stanowisko sekretarza stanu ds. młodzieży i sportu zajął zatrzymany w czasie protestów Slim Amamou z Tunezyjskiej Partii Piratów (Parti Pirate Tunisien). Główne funkcje utrzymali natomiast członkowie Zgromadzenia Demokratyczno-Konstytucyjnego (Rassemblement Constitutionnel Démocratique, RCD), partii rządzącej prezydenta Ben Alego. Resort spraw wewnętrznych zachował Ahmed Friaâ, resort spraw zagranicznych – Kamel Mordżani, resort obrony – Ridha Grira, a resort finansów – Ridha Chalghoum.
Premier Ghannouchi, ogłaszając skład rządu, zapowiedział szereg zmian, w tym uwolnienie wszystkich więźniów politycznych „osadzonych za swoje poglądy, przekonania bądź wyrażanie dysydenckich opinii”, swobodę działania wszelkich partii politycznych, likwidację ministerstwa informacji i zapewnienie mediom „całkowitej wolności” oraz wszczęcie postępowania przeciwko każdemu kto zgromadził wielki majątek w czasie rządów Ben Alego lub podejrzewanemu o korupcję. Premier zobowiązał się do zwiększenia wysiłków na rzecz przywrócenia pokoju i „spokoju w sercach wszystkich Tunezyjczyków”, a także przeprowadzenia reform politycznych i gospodarczych.
Minister spraw wewnętrznych poinformował, że w wyniku protestów zginęło co najmniej 78 osób, a 94 zostały ranne. Straty materialne ocenił na 3 mld dinarów (2 mld USD). Bank Centralny Tunezji zaprzeczył natomiast oficjalnie doniesieniom francuskiej prasy („Le Monde”) o tym jakoby pierwsza dama Leïla Ben Ali miała zabrać ze sobą 1,5 tony sztabek złota o wartości 66 mln USD przed odlotem z kraju.
18 stycznia 2011 Ghannouchi zapowiedział organizację powszechnych wyborów ciągu 6 miesięcy, pod nadzorem niezależnej komisji wyborczej i z udziałem międzynarodowych obserwatorów. Wydarzenia w kraju nazwał „historyczną przemianą” i początkiem „ery wolności”. Bronił także swoich ministrów, oświadczając, że wszyscy którzy zachowali swoje stanowiska mają „czyste ręce” i zawsze działali w „obronie interesu narodowego”.

## Protesty antyrządowe i żałoba narodowa

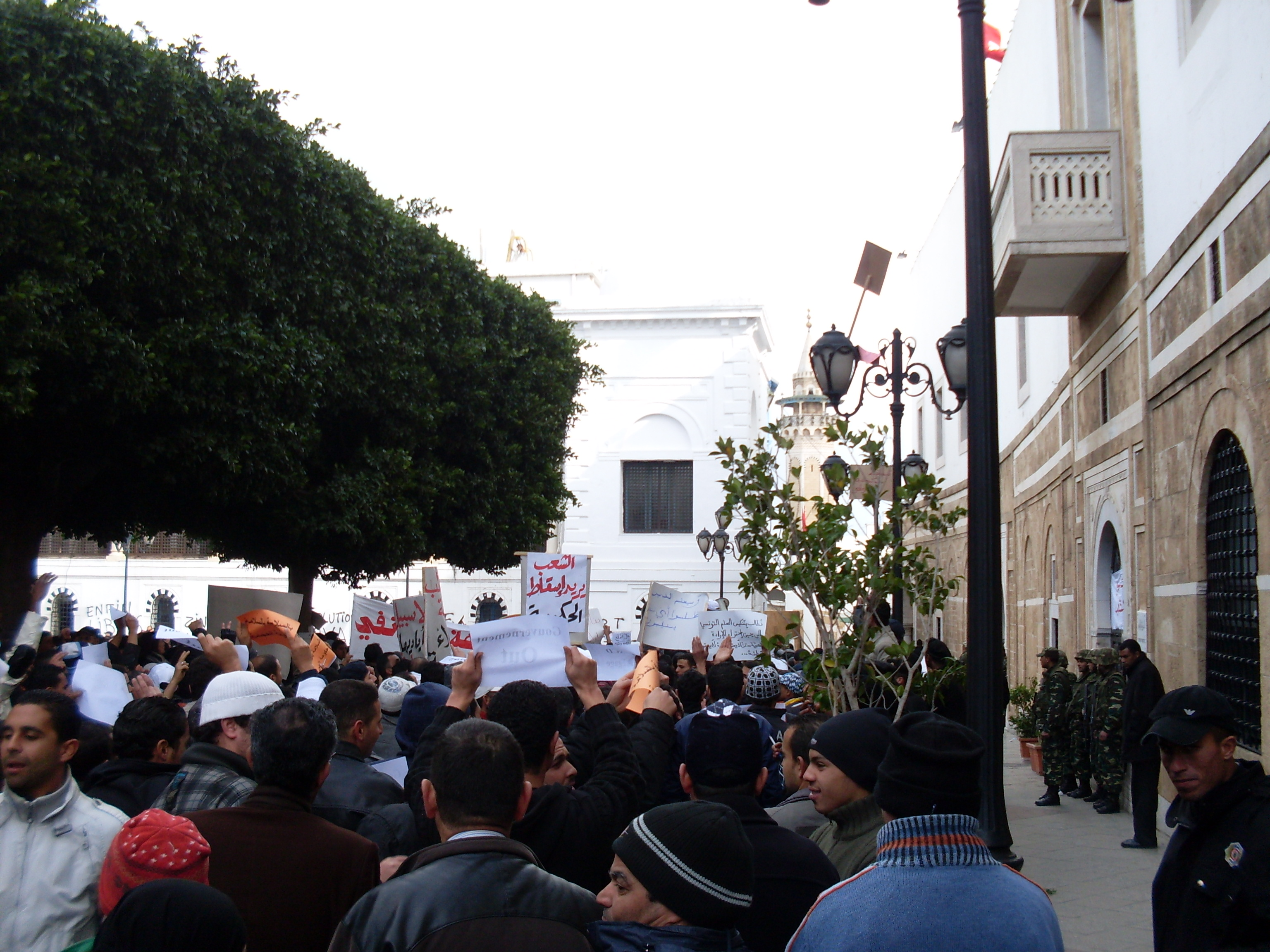
Antyrządowe protesty przed siedzibą rządu

Obecność przedstawicieli dawnej władzy na najważniejszych stanowiskach w rządzie jedności narodowej wywołało niezadowolenie wśród mieszkańców, którzy nie szczędzili krytycznych uwag pod jego adresem. Już 17 stycznia 2011, na kilka godzin przed ogłoszeniem jego oficjalnego składu, a gdy był on już znany z doniesień prasowych, około tysiąca osób demonstrowało w Tunisie przeciwko obsadzeniu stanowisk przez członków Zgromadzenia Demokratyczno-Konstytucyjnego (RCD). Policja do rozpędzenia tłumu użyła gazu łzawiącego, kanonierek wodnych i strzałów w powietrze. Protesty były kontynuowane następnego dnia. Oprócz Tunisu objęły także Monastyr, Safakis, Ar-Rakab, Al-Kasrajn i Sidi Bu Zajd. Demonstranci wznosili antyrządowe okrzyki i transparenty. Domagali się rozwiązania RCD i odsunięcia od władzy jego członków. Również 19 stycznia doszło w stolicy do protestów.
Już dzień po utworzeniu rządu wycofało się z niego czterech ministrów z ugrupowań opozycyjnych: minister szkoleń i zatrudnienia – Houssine Dimassi, minister bez teki – Abdeljelil Bédoui, sekretarz stanu ds. transportu – Anouar Ben Gueddour (wszyscy trzej ze związku zawodowego Powszechnej Tunezyjskiej Unii Pracy – Union Générale Tunisienne du Travail, UGTT) oraz minister zdrowia Mustafa Ben Dżaafar z Demokratycznego Forum na rzecz Pracy i Wolności. Przedstawiciele UGTT ogłosili, że rezygnacja była reakcją na obecność członków RCD w rządzie oraz „odpowiedzią na żądania ludzi na ulicach”. Do Tunezji, po ponad 20 latach emigracji we Francji, powrócił także Al-Munsif al-Marzuki, lider Kongresu Republiki (Congrès pour la République, CPR), świeckiego ugrupowania zdelegalizowanego w czasach rządów Ben Alego. Zapowiedział on możliwość swojego startu w przyszłych wyborach i również opowiedział się za usunięciem z rządu przedstawicieli dawnej władzy.

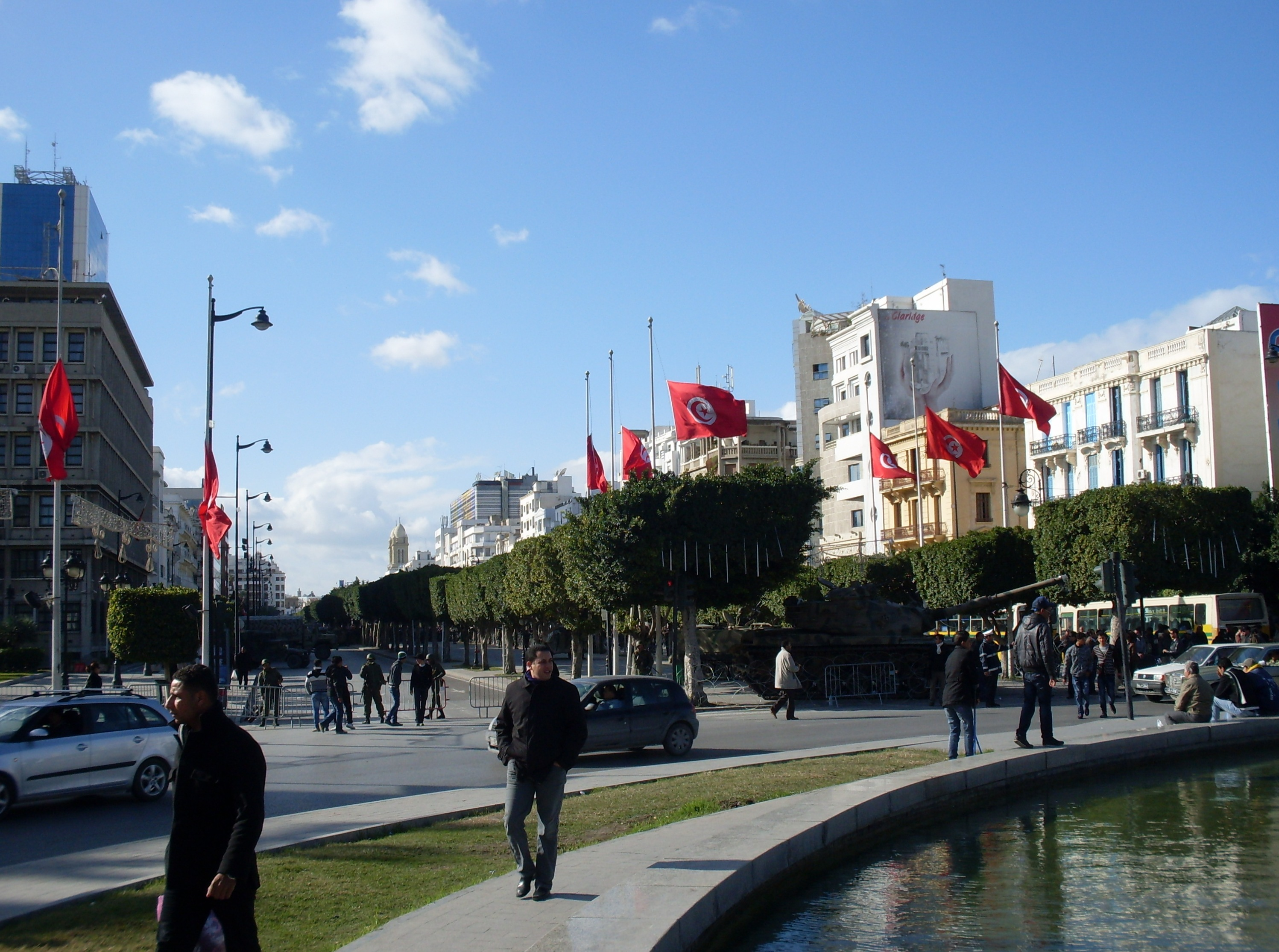
Żałoba narodowa w Tunisie, flagi spuszczone do połowy masztów

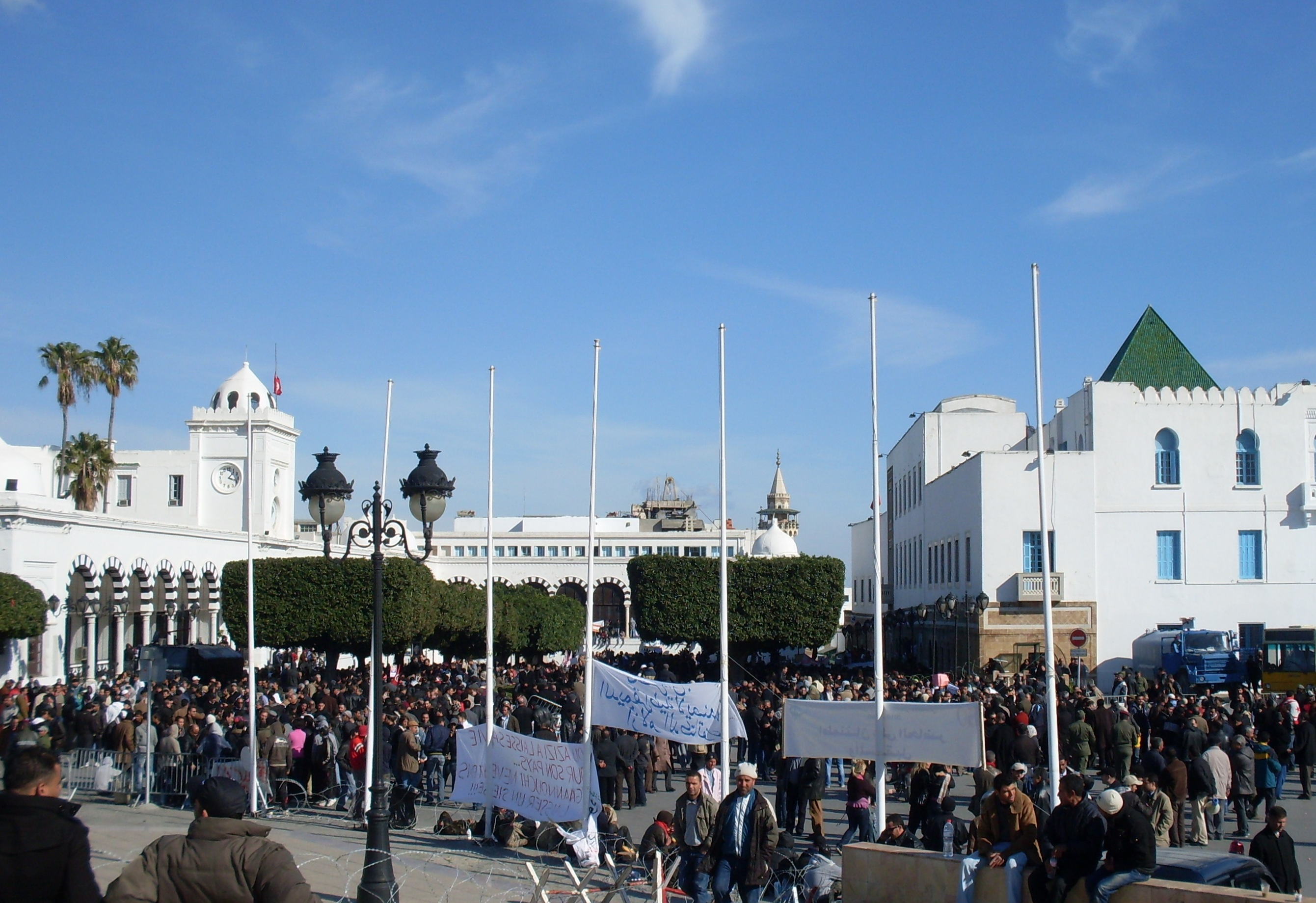
Marsz „Karawany Wyzwolenia” na ulicach Tunisu

18 stycznia 2011, w obliczu antyrządowych manifestacji, premier Muhammad al-Ghannuszi i p.o. prezydenta Fu’ad al-Mubazza zrezygnowali z członkostwa w RCD, co motywowali wolą „oddzielenia państwa od partii”. 19 stycznia 2011 członkostwa w partii pozbawiono prezydenta Ben Alego i jego najbliższą rodzinę. Władze skróciły obowiązywanie godziny policyjnej o kolejne 2 godziny (z godzin 18:00–5:00 na godziny 20:00–5:00). Podjęły także dochodzenie w sprawie zagranicznych środków finansowych zgromadzonych przez prezydenta Ben Alego w celu sprawdzenia czy nie zostały zdobyte w sposób nielegalny. Wysoki komisarz Narodów Zjednoczonych do spraw praw człowieka (UNHCHR) Navanethem Pillay poinformowała, że według jej informacji w wyniku zamieszek zginęło ponad 100 osób. Rząd podał do wiadomości, że zwolnił wszystkich więźniów politycznych reżimu Ben Alego, a p.o. prezydenta Fu’ad al-Mubazza nazwał wydarzenia „rewolucją wolności i godności” i zapowiedział „całkowite zerwanie z przeszłością”. Aresztowanych zostało także 33 członków rodziny prezydenta Ben Alego, a telewizja pokazała zarekwirowane od nich złoto i biżuterię.
20 stycznia 2011 antyrządowe protesty odbyły się w Tunisie, Kafsie i Al-Kaf. W stolicy demonstranci próbowali szturmować siedzibę Zgromadzenia Demokratyczno-Konstytucyjnego, lecz zostali rozproszeni przez policję, która oddała strzały ostrzegawcze. Protest zorganizowali także członkowie wymiaru sprawiedliwości, domagając się rezygnacji wszystkich sędziów pracujących dla obalonego prezydenta. 21 stycznia 2011 rozpoczęła się ogłoszona przez rząd trzydniowa żałoba narodowa poświęcona pamięci ofiar protestów. Pomimo tego demonstracje trwały nadal i poza Tunisem, Kafsą i Al-Kaf, objęły także Tatawin. W Tunisie protestujący zgromadzili się przed budynkiem rządu, który otoczony był drutem kolczastym i strzeżony przez wojsko. Następnego dnia do antyrządowych demonstracji przyłączyli się m.in. policjanci, którzy podkreślali, że nie są winni śmierci dziesiątek ofiar zamieszek oraz domagali się utworzenia własnego związku zawodowego i poprawy warunków pracy. Z miasta Manzil Bu Zajjan wyruszyła natomiast w kierunku Tunisu „Karawana Wyzwolenia”, marsz zorganizowany przez związek zawodowy UGTT. 23 stycznia 2011 dotarł on do stolicy, protestując przeciwko RCD.
20 stycznia 2011 odbyło się pierwsze posiedzenie rządu jedności narodowej. Na krótko przed tym ze swojej funkcji zrezygnował wywodzący się z RCD minister stanu Zouheir M’Dhaffar. Uzasadniał to wolą „wyciągnięcia kraju z kryzysu i zagwarantowania demokratycznej transformacji”. Wszyscy pozostali członkowie rządu z tej partii oficjalnie opuścili jej szeregi. Rozwiązany został również jej komitet centralny. Bank Centralny zablokował dostęp do środków finansowych i majątku prezydenta Ben Alego i jego rodziny. 21 stycznia 2011 premier Muhammad al-Ghannuszi zapowiedział wycofanie się polityki po przeprowadzeniu wyborów prezydenckich. Dystansując się od poprzedniego systemu, stwierdził, że w czasie rządów Ben Alego „żył i lękał się jak wszyscy Tunezyjczycy”. Zapowiedział także wypłatę odszkodowań ofiarom nadużyć praw człowieka z czasów poprzedniego reżimu. 22 stycznia 2011 rząd utworzył trzy specjalne komisje celem przeglądu przepisów prawnych oraz zbadania zabójstw cywilów w czasie protestów, w tym roli Ministerstwa Spraw Wewnętrznych (Narodowa Komisja ds. Badania Nadużyć). Wysoki komisarz Narodów Zjednoczonych do spraw praw człowieka (UNHCHR) Navanethem Pillay poinformowała tego dnia, że w wyniku zamieszek zginęło co najmniej 117 osób. 23 stycznia 2011 władze zatrzymały dwóch byłych współpracowników prezydenta Ben Alego, m.in. byłego ministra spraw wewnętrznych i przewodniczącego Izby Radców, Abdallaha Qallala.

## Protesty przed siedzibą rządu i zmiany w rządzie

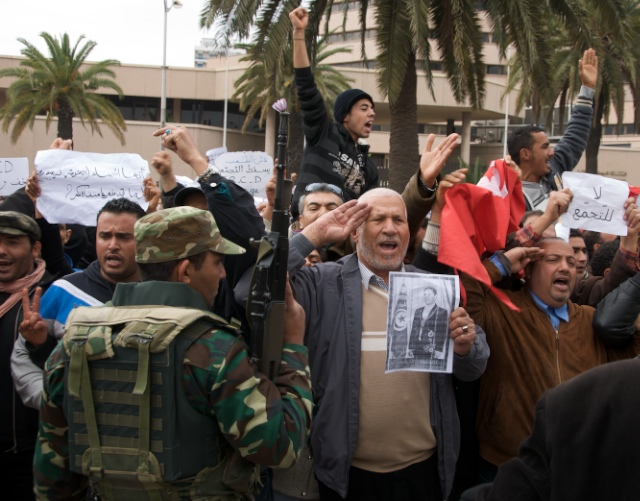
Protest przeciwko obecności członków RCD w rządzie tymczasowym

Uczestnicy marszu „Karawany Wyzwolenia” spędzili noc w stolicy i kontynuowali demonstracje 24 stycznia 2011 przed budynkiem rządu i Ministerstwa Finansów. Policja użyła przeciwko nim gazu łzawiącego. 24 stycznia 2011 przywrócone zostały zawieszone zajęcia szkolne, jednakże część nauczycieli przyłączyło się do organizowanego tego dnia strajku pracowników oświaty. 25 stycznia 2011 demonstracje przeciwko rządowi trwały nadal, protestujący założyli obozowisko przed jego siedzibą. W Kafsie policja w celu rozpędzenia tłumu oddała strzały ostrzegawcze w powietrze.
24 stycznia 2011 w Tunisie rozpoczęły się rozmowy polityków i organizacji społecznych na temat powołania specjalnego ciała, tzw. rady „mędrców”, nadzorującego rząd tymczasowy i mającego na celu zabezpieczenie celów rewolucji. Rząd podjął decyzję o wysokości odszkodowań dla każdej z rodzin ofiar zamieszek (500 mln dinarów) oraz o wysokości zasiłków dla bezrobotnych (150 dinarów miesięcznie).
26 stycznia 2011 rząd tymczasowy zwrócił się do Interpolu z wnioskiem o wydanie międzynarodowego nakazu aresztowania wobec Zina Al-Abidina Ben Alego i 6 innych osób (w tym jego małżonki) pod zarzutem „nielegalnego nabycia” majątku i transferu środków finansowych za granicę. Interpol wydał nakaz aresztowania jeszcze tego samego dnia. Rząd skrócił obowiązywanie godziny policyjnej do godzin 22:00–4:00. Minister rozwoju regionalnego, Nadżib Szebbi, poinformował o zwolnieniu prawie 2,5 tys. więźniów osadzonych w czasie prezydentury Ben Alego. Oznajmił, że w czasie protestów z więzień uciekła 1/3 skazanych, tj. ok. 11 tys. osób. Przed budynkiem rządu policja starła się z demonstrantami, którzy próbowali przełamać barykady i dostać się do jego środka. W strajku w Safakis, zorganizowanym przez Generalny Tunezyjski Związek Zawodowy (UGTT), wzięło udział ok. 100 tys. pracowników, następnego dnia strajk został zorganizowany w Sidi Bouzid.
27 stycznia 2011 do dymisji podał się minister spraw zagranicznych w rządzie tymczasowym Kamel Mordżani, co uzasadniał interesem państwa i wzmocnieniem jedności narodowej. Kilka godzin później premier Ghannouchi ogłosił zmiany w szeregach rządu, które objęły wszystkich 12 ministrów z RCD, w tym ministrów obrony, spraw wewnętrznych i finansów. Stanowiska zachowało 9 ministrów. Zadeklarował, że celem rządu jest „zaprowadzenie w kraju demokracji”. Dymisje członków RCD poparł związek zawodowy UGTT, chociaż sam odmówił wejścia w skład gabinetu. Nowym szefem dyplomacji został Ahmed Ounais, były ambasador w Moskwie i Nowym Delhi; ministrem spraw wewnętrznych – Farhat Rajhi, były prokurator; ministrem obrony – Abdelkarim Zebidi, profesor medycyny. Wszyscy trzej nie byli związani z żadną partią polityczną.
Zmiany w rządzie nie spowodowały zakończenia protestów w Tunisie. 28 stycznia 2011, w piątym dniu oblegania siedziby rządu przez demonstrantów, policja rozbiła ich obozowisko i miasteczko namiotowe oraz rozpędziła samych uczestników protestu. 29 stycznia 2011 sytuacja w Tunisie zaczęła się powoli normalizować.
Znaczącym symbolem upadku reżimu był powrót do kraju 30 stycznia 2011, po 22 latach emigracji, lidera islamistycznej Partii Odrodzenia, Raszida Ghannusziego. Na lotnisku w Tunisie witało go ok. 10 tys. osób. Ghannuszi od 1989 przebywał we Francji po tym, jak opuścił ojczyznę z powodu represji ze strony administracji prezydenta Ben Alego.
W kolejnych dniach po rewolucji, w Tunezji odnotowany został wzrost przypadków chuligaństwa i wandalizmu. 29 stycznia 2011 w Tunisie gang młodzieży zaatakował protest tunezyjskich feministek. 31 stycznia 2011 w mieście Gessrine grupa młodych zaatakowała siedzibę lokalnych władz, centrum młodzieżowego oraz inne budynki. 1 lutego 2011 zaatakowane zostały budynki stołecznych szkół, siedziba Ministerstwa Spraw Wewnętrznych, a także synagoga w mieście Kabis. Minister spraw wewnętrznych uznał akty wandalizmu za zorganizowaną akcję przeciwników nowych władz.
1 lutego 2011 szef misji ONZ badającej przypadki przemocy w czasie rewolucji w Tunezji poinformował, że w jej trakcie zginęło 219 osób, z czego 72 w czasie zamieszek i ucieczki z więzień; ponadto 510 osób zostało rannych.
3 lutego 2011 rząd tymczasowy dokonał zmian na wszystkich 24 stanowiskach gubernatorów prowincji. 5 lutego 2011 władze skróciły obowiązywanie godziny policyjnej o dwie godziny, do godzin 24:00–4:00.

## Protesty na prowincji i działania władz

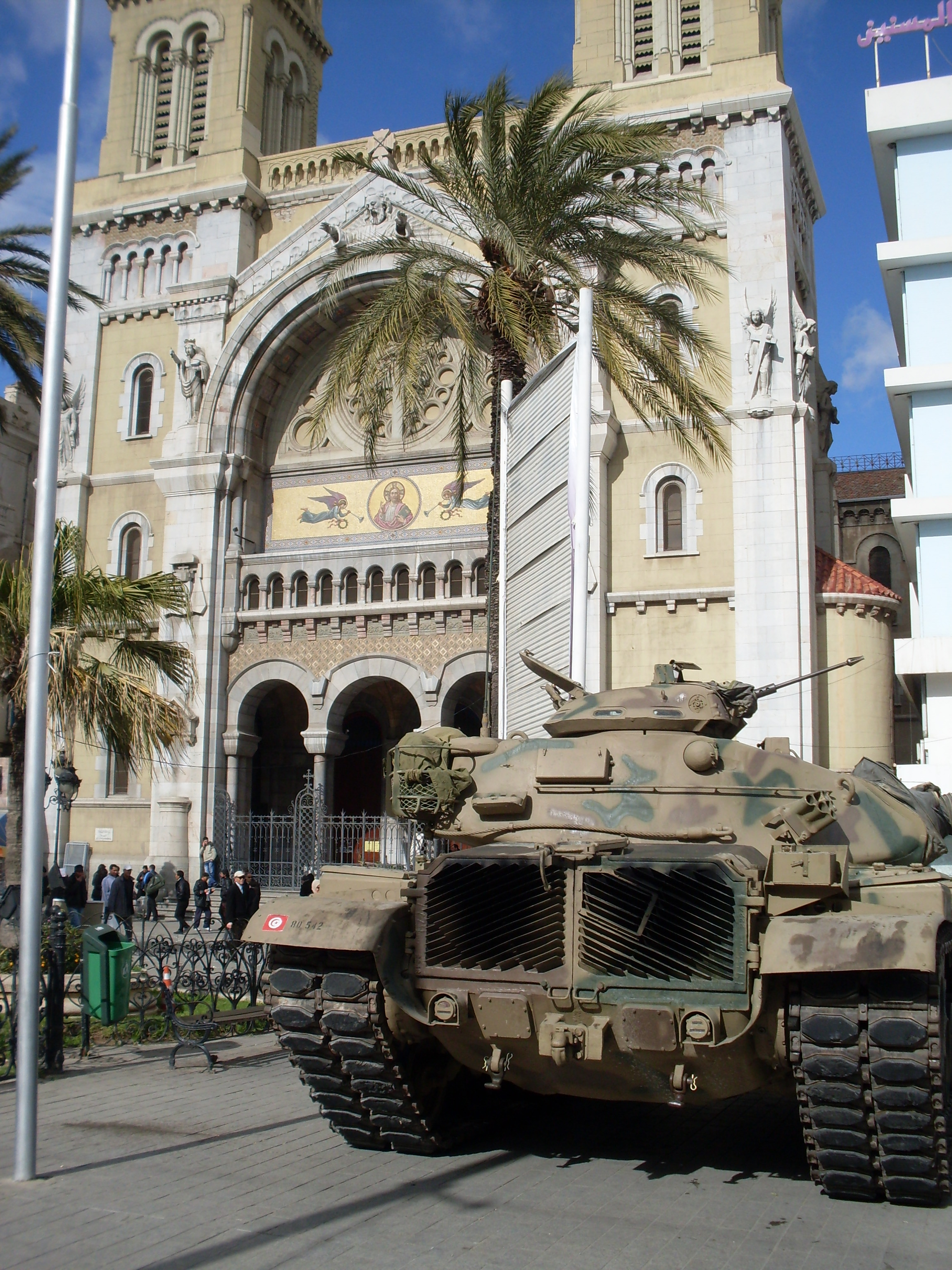
Wojsko na ulicach Tunisu

4 lutego 2011 do wybuchu nowych protestów doszło w Sidi Bu Zajd po tym, jak w czasie pożaru w komisariacie policji zginęły dwie aresztowane osoby. Następnego dnia protesty wybuchły w mieście Al-Kaf, gdzie setki demonstrujących domagało się ustąpienia szefa lokalnej policji Khaleda Ghazouaniego oskarżanego o nadużycia urzędu. Według doniesień telewizyjnych impulsem prowadzącym do manifestacji było spoliczkowanie przez Ghazouaniego jednej z kobiet. Protestujący otoczyli i podpalili miejscowy posterunek policji. Funkcjonariusze otworzyli ogień w stronę mieszkańców, w wyniku czego zginęły 2 osoby, a 17 zostało rannych. Jeszcze tego samego dnia Khaled Ghazouani został aresztowany.
6 lutego 2011 protest w Al-Kaf był kontynuowany. Demonstranci podpalili ponownie posterunek policji oraz próbowali dostać się do zakładu karnego, jednak zostali powstrzymani przez służby bezpieczeństwa. Do wystąpień doszło również w miastach Kibili, gdzie w wyniku rozpylenia gazu łzawiącego zmarła jedna osoba oraz w Kafsie, gdzie protestowano przeciwko nominacji nowego gubernatora. Tego samego dnia rząd tymczasowy zawiesił funkcjonowanie Zgromadzenia Konstytucyjno-Demokratycznego (RCD) w oczekiwaniu na sądowy wyrok rozwiązania partii. Minister spraw wewnętrznych uzasadniał to potrzebą „zapewnienia bezpieczeństwa i ochroną wyższych interesów państwa”. 8 lutego 2011 do protestów doszło w mieście Al-Kasrajn, co doprowadziło do ustąpienia gubernatora prowincji.
9 lutego 2011 Izba Radców, a dwa dni wcześniej Izba Deputowanych uchwaliły specjalną ustawę poszerzającą kompetencje p.o. prezydenta Fouada Mebazy i umożliwiającą mu wydawanie dekretów z mocą ustawy, bez udziału zdominowanego przez członków RCD parlamentu. Premier Ghannouchi zapewnił, że celem zmian w prawie miało być przyspieszenie procesu reform. 10 lutego 2011 przewodniczący komisji ds. reform wyraził pogląd, że wybory prezydenckie powinny odbyć się do połowy lipca 2011.
15 lutego 2011 rząd zniósł całkowicie godzinę policyjną, utrzymując jednak w mocy obowiązywanie stanu wyjątkowego. 17 lutego 2011 tunezyjskie władze zmieniły nazwę głównego placu w stolicy z Placu 7 Listopada (dzień objęcia władzy przez Ben Alego) na Plac Mohameda Bouaziziego. 19 lutego 2011 p.o. prezydenta Fouad Mebazaa podpisał ustawę o amnestii generalnej wobec wszystkich więźniów politycznych. Według szacunków organizacji broniących praw człowieka, w Tunezji znajdowało się około tysiąca takich osób. Rząd tymczasowy ogłosił, że od czasu rezygnacji prezydenta Ben Alego zwolnił z zakładów karnych ok. 3 tys. osadzonych, choć większość z nich zdaniem komentatorów prasowych stanowili drobni pospolici przestępcy.
18 lutego 2011 w Tunisie doszło do manifestacji islamistów, domagających się zamknięcia domów publicznych w stolicy. Policja dla rozpędzenia jej uczestników oddała strzały w powietrze i użyła gazu łzawiącego, wskutek czego ranne zostały 3 osoby. Tunezja jest jedynym państwem arabskim, w którym prostytucja jest legalna. Tego samego dnia zamordowany został polski ksiądz prowadzący działalność misyjną. Władze oskarżyły o zabójstwo „terrorystów”. W odpowiedzi 15 tys. zwolenników świeckości państwa zorganizowało nazajutrz demonstrację, nawołując do tolerancji religijnej. 20 lutego 2011 ok. 40 tys. osób protestowało przed siedzibą rządu, domagając się ustąpienia przejściowych władz, które oskarżali o nieradzenie sobie z zapewnieniem bezpieczeństwa w kraju oraz powolne tempo reform.
20 lutego tunezyjskie władze wystąpiły z wnioskiem o ekstradycję prezydenta Ben Alego z Arabii Saudyjskiej z powodu „poważnych przestępstw” prowadzących do „niezgody między mieszkańcami kraju poprzez nawoływanie ich do zabijania się nawzajem”. Już 26 stycznia 2010 rząd wydał wniosek domagający się ekstradycji byłego prezydenta, jednak wówczas oparty był on o zarzuty nielegalnego nabycia i transferu środków finansowych. 21 lutego minister spraw wewnętrznych Tunezji złożył natomiast do sądu wniosek o rozwiązanie Zgromadzenia Demokratyczno-Konstytucyjnego, uzasadniając to podejmowaniem przez jego członków działań prowadzących do niestabilności w kraju.

## Rezygnacja premiera Ghannouchiego
25 lutego 2011 w Tunisie doszło do największej manifestacji od czasu obalenia prezydenta Ben Alego. Około 100 tys. osób wyszło na ulice miasta, domagając się ustąpienia premiera Mohameda Ghannouchiego. Tunezyjczycy solidaryzowali się z Libijczykami, wzywając także do ustąpienia Muammara Kadafiego. Policja do rozproszenia demonstrantów użyła gazu łzawiącego i oddała strzały ostrzegawcze w powietrze. Rannych zostało kilka osób, a prawie 90 zostało aresztowanych. Rząd tymczasowy ogłosił podjęcie szerokich konsultacji z partiami politycznymi i organizację wyborów do połowy lipca 2011. Nazajutrz demonstranci próbowali dostać się do budynku Ministerstwa Spraw Wewnętrznych. Policja użyła przeciwko nim ostrej amunicji. W wyniku starć zginęło 5 osób, a 12 zostało rannych. Aresztowano ponad 100 osób. Tego samego dnia zastrajkowali dziennikarze i pracownicy techniczni tunezyjskiej telewizji publicznej, domagając się całkowitego zniesienia cenzury i nieskrępowanej pracy redakcyjnej.
27 lutego 2011 antyrządowe protesty w stolicy były kontynuowane. Pod wpływem wydarzeń premier Muhammad al-Ghannuszi ogłosił swoją rezygnację ze stanowiska. Uznał, że „przysłuży się ona krajowi, rewolucji i przyszłości Tunezji”. Stwierdził, że nie chce być osobą, której decyzje prowadzą do ofiar. Decyzję premiera pochwalił związek zawodowy UGTT oraz opozycyjna Partia Odrodzenia. P.o. prezydenta Fouad Mebazaa nowym szefem rządu mianował Bedżiego Caida Essebsiego, byłego ministra spraw zagranicznych.
Pomimo zmiany na stanowisku premiera, 28 lutego 2011 w Tunisie doszło do nowych protestów, w których demonstrujący domagali się usunięcia z rządu wszystkich członków wchodzących w skład gabinetu w czasach prezydenta Ben Alego. Ich żądania odniosły skutek, gdyż jeszcze tego samego dnia do dymisji podali ministrowie: przemysłu i technologii – Mohamed Afif Chelbi oraz planowania i współpracy międzynarodowej – Mohamed Nouri Jouini, ostatni członkowie rządu sprzed rewolucji. Nazajutrz do dymisji podało się troje kolejnych ministrów; Elyes Jouini – minister ds. reformy gospodarczej oraz dwaj przedstawiciele największych partii opozycyjnych, minister rozwoju regionalnego Nadżib Szebbi i minister szkolnictwa wyższego Ahmed Ibrahim. Szebbi oznajmił, iż nie zgadza się z kierunkiem działań rządu, natomiast Ibrahim stwierdził, że odegra efektywniejszą rolę będąc w opozycji.
1 marca 2011 rząd tymczasowy zalegalizował działalność Partii Odrodzenia, zdelegalizowanej po zajęciu drugiego miejsca w wyborach parlamentarnych w 1989. W kolejnych miesiącach w kraju powstawały bądź wmawiały oficjalną działalność kolejne ugrupowania polityczne. Do czerwca 2011 zarejestrowanych zostało 81 nowych partii.

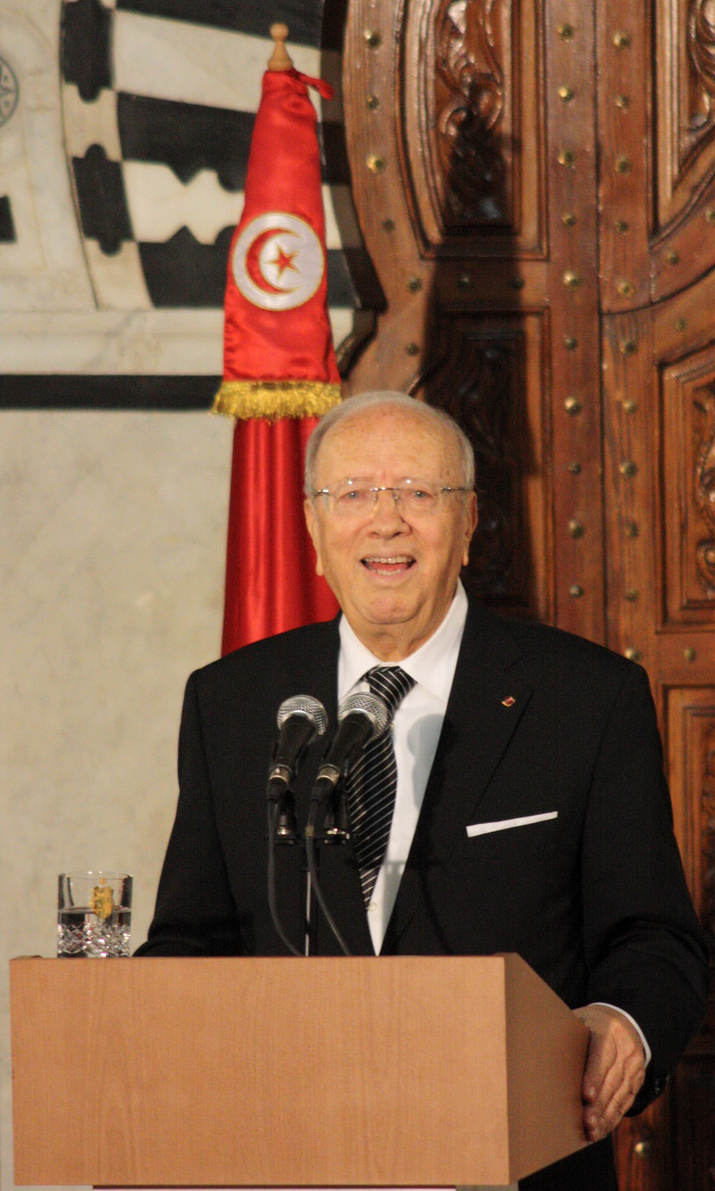
Premier Al-Badżi Ka’id as-Sibsi

3 marca 2011 Fouad Mebazaa podjął pierwsze decyzje w sprawie kalendarza wyborczego. Na 24 lipca 2011 wyznaczył datę wyborów do Zgromadzenia Konstytucyjnego, ciała ustawodawczego, którego głównym zadaniem miało być opracowanie nowej konstytucji. Wybory prezydenckie miały odbyć się w dalszej kolejności. Stało to w sprzeczności z przepisami konstytucji, które przewidywały organizację wyborów prezydenckich w ciągu 45–60 dni od dnia opróżnienia urzędu. Mebazaa stwierdził jednak, że dawna konstytucja „nie odzwierciedla aspiracji narodu tunezyjskiego po rewolucji”. Mandat przejściowych władz miał obowiązywać do czasu wyboru konstytuanty, mogącej powziąć właściwe decyzje w tym zakresie (powołanie nowego gabinetu lub przedłużenie mandatu urzędującego do czasu wyborów).
7 marca 2011 zaprzysiężony został 22-osobowy rząd premiera Essebsiego. W jego składzie nie znalazł się żaden z byłych członków administracji czasów prezydenta Ben Alego. Najważniejsze resorty: spraw zagranicznych, spraw wewnętrznych, obrony, sprawiedliwości zachowali dotychczasowi ministrowie, niewywodzący się z żadnej partii politycznej. Premier Essebsi za swój priorytet uznał przywrócenie bezpieczeństwa i stabilności oraz odbudowę gospodarki kraju. Zadeklarował, że żaden z członków rządu nie będzie mógł ubiegać się o urząd prezydenta w przyszłych wyborach. Tego samego dnia Ministerstwo Spraw Wewnętrznych rozwiązało Departament Bezpieczeństwa Państwa, odpowiedzialny za funkcjonowanie służb bezpieczeństwa i policji politycznej. W komunikacie wyjaśniało, że decyzja ta pozostaje „w zgodzie z wartościami i zasadami rewolucji”. Rozwiązanie aparatu bezpieczeństwa było jednym z głównych żądań demonstrujących. Według Human Rights Watch był on odpowiedzialny za prześladowania opozycji i stosowanie tortur wobec zatrzymanych. Po powołaniu rządu Essebsiego zakończony został protest przed siedzibą władz przejściowych.
9 marca 2011 sąd w Tunisie rozpatrzył wniosek ministra spraw wewnętrznych z 21 lutego i rozwiązał Zgromadzenie Demokratyczno-Konstytucyjne (RCD) oraz skonfiskował cały majątek i fundusze partii. Na wieść o jej likwidacji setki osób świętowały na ulicach stolicy. 28 marca 2011 sąd odrzucił apelację od wyroku złożoną przez członków rozwiązanej partii.
19 kwietnia 2011 zwolniona z aresztu została Fadia Hamdi, policjantka, która miała uderzyć w twarz Mohameda Bouziziego. Została ona aresztowana z polecenia prezydenta Ben Alego tuż przed jego ucieczką z kraju. Nie przyznała się do winy i oskarżyła władze o polityczne działanie i próbę uwiarygodniania się przed opinią publiczną. Zarzuty wobec Hamdi zostały wycofane przez matkę Bouaziziego na krótko przed rozpoczęciem jej procesu, co ta motywowała troską o pojednanie narodowe i wolę uniknięcia spirali nienawiści.

## Przygotowania do wyborów

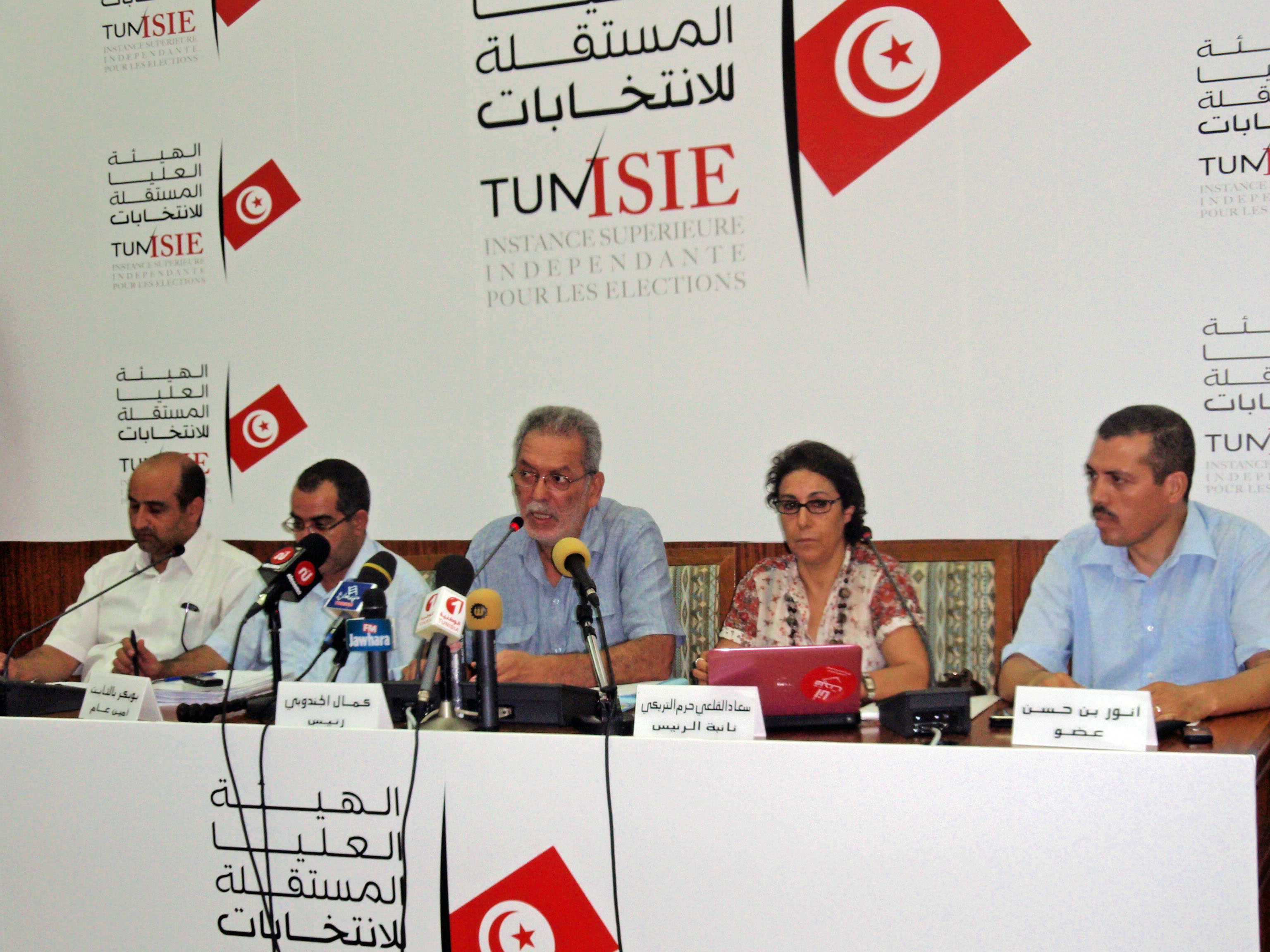
Niezależna komisja wyborcza nadzorująca proces wyborczy

26 kwietnia 2011 premier Essebsi zapowiedział objęcie zakazem kandydowania w wyborach do Zgromadzenia Konstytucyjnego wszystkich wysokich rangą byłych członków rządzącego RCD, zapewniając przy tym, że głosowanie nadzorowane będzie przez niezależną komisję wyborczą.
Pomimo postępującej stabilizacji sytuacji bezpieczeństwa, 5 maja 2011 doszło do wybuchu nowej fali protestów społecznych w Tunisie. Nastąpiły one po tym jak były minister spraw wewnętrznych ostrzegł przed możliwością dokonania przez zwolenników dawnego reżimu zamachu stanu w przypadku zwycięstwa w wyborach do Zgromadzenia Konstytucyjnego radykalnych ugrupowań islamskich. Władze potępiły jego słowa, uznając za nieodpowiedzialne. Protestujący domagali się dymisji rządu, wobec którego deklarowali brak zaufania i któremu zarzucali brak działań na rzecz poprawy sytuacji w kraju. Policja użyła przeciwko nim gazu łzawiącego. 7 maja w rejonie stolicy wprowadzona została godzina policyjna. 8 maja 2011 do dalszego wzrostu napięć przyczyniła się wypowiedź premiera, w której, choć podkreślił, że rząd dąży do przeprowadzenia wyborów w planowym terminie, po raz pierwszy zastrzegł możliwość przesunięcia daty wyborów w przypadku technicznych opóźnień w procesie wyborczym. Protesty trwały do 8 maja 2011.
9 maja 2011 rząd, zgodnie z wcześniejszą deklaracją, powołał niezależną komisję wyborczą złożoną z 13 członków, wśród których znaleźli się prawnicy, urzędnicy i profesorowie uniwersytetów. W kolejnych dniach aresztowanych zostało około 1,4 tys. uczestników demonstracji, którym postawione zostały zarzuty ataku na funkcjonariuszy policji, kradzieży lub wandalizmu. 18 maja 2011 władze zniosły godzinę policyjną, uzasadniając to poprawą sytuacji bezpieczeństwa.
22 maja 2011 przewodniczący komisji wyborczej Kamel Jandoubi zasugerował przełożenie wyborów do Zgromadzenia Konstytucyjnego z 24 lipca na 16 października 2011, stwierdzając, że niemożliwym będzie zorganizowanie transparentnego głosowania do końca lipca. Islamska partia Enhada, największa partia opozycyjna, odniosła się sceptycznie do tych planów, określając je jako motywowane bardziej politycznie aniżeli technicznie. Jednakże część mniejszych ugrupowań poparło je, jako że zapewniały większą ilość czasu na przygotowanie się do kampanii wyborczej. 24 maja 2011 rząd, po rozmowach z największymi partiami politycznymi i z powodu ich negatywnego stanowiska, odrzucił plan zmiany terminu głosowania i potwierdził datę 24 lipca 2011. 26 maja 2011 komisja wyborcza jednakże ponownie postulowała przełożenie wyborów, co uzasadniała trudnościami technicznymi, w tym koniecznością zatrudnienia i przeszkolenia 24 tys. pracowników oraz wydania kart do głosowania dla 400 tys. obywateli.
8 czerwca 2011 premier Essebsi ostatecznie zadecydował o przesunięciu terminu wyborów na 24 października 2011. Stwierdził, że choć część sił politycznych jest przeciwna późniejszemu głosowaniu, to misją rządu jest przeprowadzanie wolnych i uczciwych wyborów w celu zachowania „dobrego imienia” rewolucji.
W obliczu zbliżających się wyborów sytuacja w Tunezji pozostawała napięta. Część klasy politycznej i społeczeństwa obawiała się wzrostu znaczenia i wpływów ugrupowań islamskich. W czerwcu islamscy fundamentaliści dokonali ataku na stołeczne kino, w którym wyświetlany był film uważany przez nich za bluźnierczy. 7 lipca 2011 ponad tysiąc osób protestowało w Tunisie przeciwko religijnemu ekstremizmowi. W kraju dochodziło do wystąpień ludności na tle ekonomicznym i politycznym, rozczarowanych efektami rewolucji i domagających się przyspieszenia reform i działań rządu. Do większych wystąpień doszło w Tunisie i kilku innych miastach w dniach 15–17 lipca 2011. Protesty przybrały na sile po tym jak policja rozpyliła gaz łzawiący we wnętrzu meczetu. 17 lipca w Sidu Bu Zajd od rykoszetu zginęła jedna osoba po tym, jak policja otworzyła ogień, oddając strzały w powietrze. Władze o inspirowanie zamieszek i próbę destabilizacji sytuacji oskarżyły islamskie ugrupowania ekstremistyczne. Największa partia islamska, Partia Odrodzenia, zaprzeczyła odpowiedzialności za przemoc. 26 lipca władze bezterminowo przedłużyły obowiązywanie stanu wyjątkowego na terenie całego kraju. 15 sierpnia 2011 w stolicy i innych miastach ponownie doszło do protestów, domagających się „nowej rewolucji” i ustąpienia władz przejściowych. 2 września 2011 w wyniku zamieszek w mieście Subajtila zginęła jedna osoba

## Proces prezydenta Ben Alego
8 kwietnia 2011 rząd tymczasowy wydał zakaz podróżowania dla wszystkich osób, wobec których wszczęte zostało postępowanie sądowe w sprawie korupcji. Zakaz odnosił się do ministrów i urzędników z czasów prezydentury Ben Alego oraz jego krewnych i został wydany po wcześniejszym zamrożeniu aktywów finansowych tych osób do czasu zakończenia postępowania.
13 kwietnia 2011 minister sprawiedliwości Lazhar Karoui Chebbi poinformował, że wobec byłego prezydenta Ben Alego postawionych zostało 18 zarzutów, w tym zarzut nieumyślnego spowodowania śmierci, spiskowania przeciwko państwu, przemytu narkotyków oraz nielegalnego posiadania narkotyków. 4 maja 2011 władze postawiły prezydentowi dodatkowe zarzuty „podżegania do niepokoju, zabójstwa i grabieży” i „spiskowania przeciwko bezpieczeństwu wewnętrznemu”. 11 maja 2011 sprawa prezydenta Ben Alego została dodatkowo skierowana do sądu wojskowego.
13 czerwca 2011 premier Essebsi ogłosił rozpoczęcie procesu Ben Alego w trybie zaocznym w dniu 20 czerwca 2011. Arabia Saudyjska nie odpowiedziała na wniosek o jego ekstradycję. Ben Ali tuż przed jego rozpoczęciem stwierdził, że służy on władzom do odwrócenia uwagi od własnych niepowiedzeń w przywracaniu stabilności kraju. Zaprzeczył stawianym mu zarzutom i porównywał jego oskarżenie do przypadku „sprawiedliwości zwycięzców”. Wyjaśniając okoliczności swojego wyjazdu z kraju, stwierdził, że nie była to ucieczka, a on sam został oszukany w tej kwestii. Wedle jego słów, został ostrzeżony przez szefa służb specjalnych o planowanym zamachu na jego osobę, a następnie przekonany o konieczności ewakuacji rodziny w bezpieczne miejsce. Jak mówił, planował natychmiastowy powrót do Tunezji, jednak piloci nie podporządkowali się jego instrukcjom i odlecieli bez niego.
20 czerwca 2011, w pierwszym z procesów, który dotyczył defraudacji i nadużycia funduszy państwowych, został skazany wraz z żoną Leilą na 35 lat pozbawienia wolności. Dodatkowo miał zapłacić 36 mln USD grzywny, a jego małżonka 30 mln USD. Pomimo nieobecności skazanych, wyrok miał natychmiastowy efekt. Trwający 6 godzin proces został skrytykowany i przez prawników byłego prezydenta, którzy określili wyrok mianem „żartu” i uznali go za polityczny. Kolejny proces, w sprawie nielegalnego posiadania broni, narkotyków, biżuterii i środków finansowych, został odłożony w celu umożliwienia przygotowania się obronie.
Prokuratura jako dowód w tym procesie przedstawiła m.in. dwa kilogramy marihuany oraz 27 mln USD w gotówce i biżuterii, które miały zostać zarekwirowane w jego rezydencjach byłego prezydenta. Ben Ali, w jednym ze swoich oświadczeń, twierdził, że pieniądze i narkotyki zostały podłożone, broń była prezentem od innych szefów państwa (m.in. prezydenta Algierii Abdelaziza Butefliki), a biżuteria należała do żony i również stanowiła prezent od zagranicznych dygnitarzy.
4 lipca 2011 został skazany na karę 15 lat pozbawienia wolności. Wyrok zapadł również w czasie jednodniowego posiedzenia sądu. Zostało ono zbojkotowane przez jego obrońców po tym, jak sąd odrzucił ich wniosek o odłożenie posiedzenia w celu odpowiedniego przygotowania się do obrony. Prawnicy postawione zarzuty uznali za irracjonalne, a Ben Ali nazwał proces „parodią sprawiedliwości”.
28 lipca 2011 Ben Ali w kolejnym procesie został skazany na 16 lat pozbawienia wolności i grzywnę w wysokości 97 mln dinarów (70,65 mln USD) pod zarzutem korupcji i oszustwa przy zawieraniu umów o sprzedaży nieruchomości w Tunisie. Taki sam wyrok otrzymał również jego zięć Sakher al-Materi, natomiast jego córka Nisrine, została skazana na 5 lat pozbawienia wolności i grzywnę w wysokości 50 mln dinarów. 12 sierpnia 2011 sąd skazał na kary pozbawienia wolności od 4 miesięcy do 6 lat 23 krewnych i byłych współpracowników prezydenta Ben Alego (w tym jego żonę), oskarżając ich o próbę ucieczki z kraju i nielegalne posiadanie gotówki oraz drogocennej biżuterii.

## Wybory do Konstytuanty

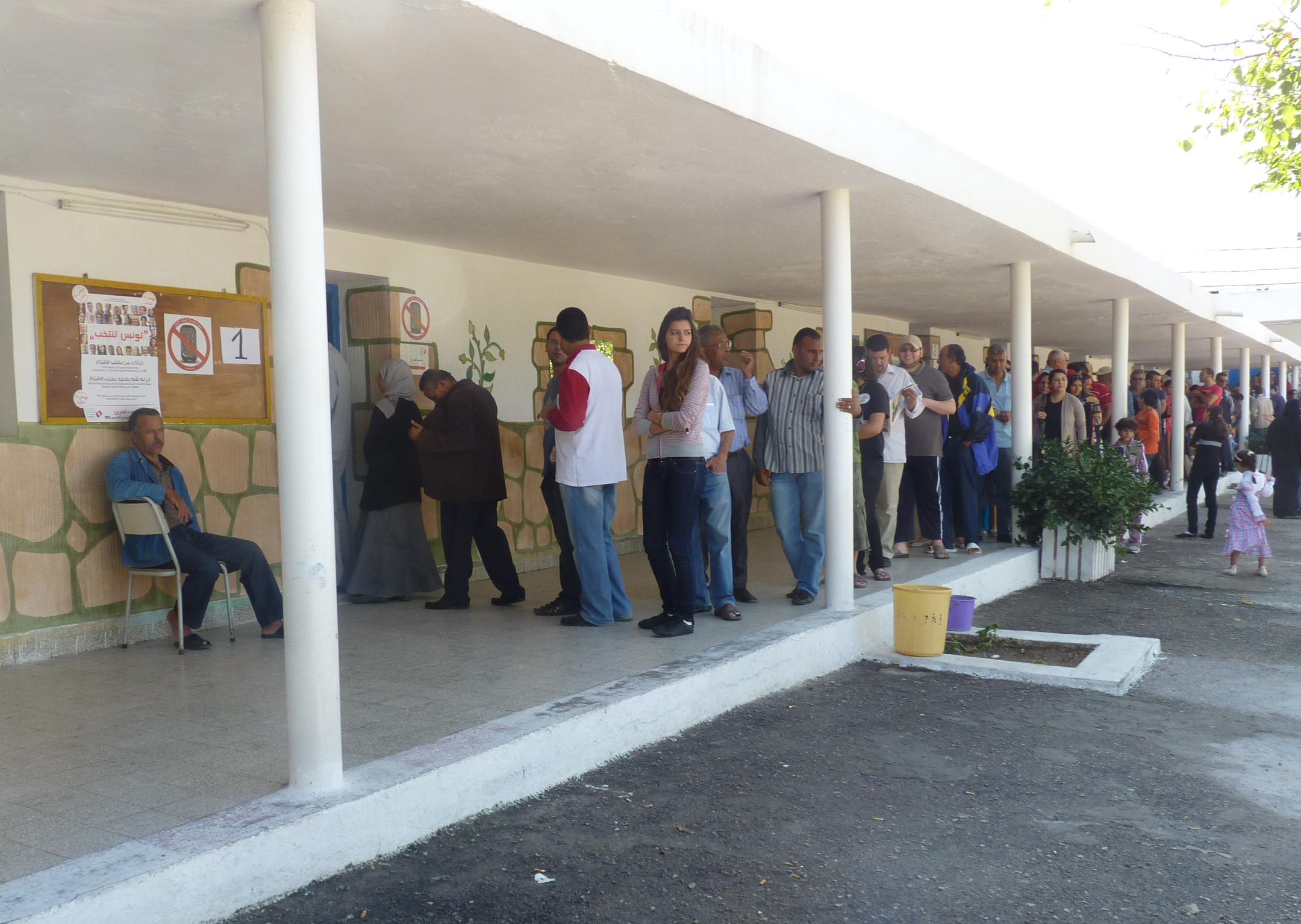
Głosowanie w Tunezji

1 października 2011 rozpoczęła się kampania wyborcza przed wyborami do Zgromadzenia Konstytucyjnego, którego zadaniem miało być opracowanie projektu nowej konstytucji, w oparciu o którą miały zostać przeprowadzone wybory parlamentarne i prezydenckie. Zgromadzenie Konstytucyjne miało również dokonać wyboru nowych władz przejściowych kierujących kolejnych etapem transformacji. Niezależna komisja wyborcza do udziału w wyborach zarejestrowała ponad 11 tys. kandydatów reprezentujących ok. 1,5 tys. list wyborczych, w tym 110 partii politycznych.
Faworytem sondaży przedwyborczych pozostawała islamska Partia Odrodzenia, a jednym z głównych tematów kampanii była rola i miejsce islamu w życiu społecznym i państwie. Sekularyści oraz środowiska centrowe i lewicowe obawiali się zwycięstwa Partii Odrodzenia i przeprowadzenia przez nią radykalnych reform. Tunezja była jednym z najbardziej liberalnych państw w świecie arabskim. W trakcie kampanii kilkukrotnie dochodziło do demonstracji zwolenników przestrzegania ścisłych nakazów islamu, m.in. 14 października 2011, kiedy w Tunisie protestowali oni przeciwko emisji w jednej z prywatnych telewizji filmu „Persepolis” ukazującego w jednej ze scen wizerunek Allaha. lider partii  Odrodzenia Raszid Ghannuszi jeszcze przed wyborami zapewnił, że jego ugrupowanie nie zamierza zaprowadzać radykalnym zmian i będzie dążyć do znalezienia równowagi między islamem a nowoczesnością. Zadeklarował poszanowanie dla zasad demokracji, w tym przestrzeganie praw i wolności kobiet oraz liberalny stosunek do zasad moralności. Zapewnienia te powtórzył również po wyborach. Odnosząc się do konkretnych przykładów, zapowiedział m.in. utrzymanie swobody sprzedaży alkoholu oraz wolności do wyboru ubioru, w tym noszenia chust przez kobiety czy noszenia strojów kąpielowych.
Komisja wyborcza do udziału w wyborach zarejestrowała 4,1 mln osób, co stanowiło 55% wszystkich obywateli powyżej 18 roku życia. Z tego powodu zadecydowała o umożliwieniu głosowania w kraju wszystkim obywatelom, niezależnie od uprzedniej rejestracji, na podstawie dowodu osobistego. Zwiększyło to liczbę uprawnionych do głosowania do 7,2 mln osób. Wyborcy wybierali 217 członków Zgromadzenia Konstytucyjnego w oparciu o ordynację proporcjonalną. 199 deputowanych wybieranych było w 27 okręgach wyborczych w kraju, a pozostałych 18 w okręgach za granicą. Połowę liczby kandydatów na listach wyborczych stanowić musiały kobiety.
Głosowanie w dniu 23 października 2011 przebiegło w pokojowej atmosferze i sprawnie. Frekwencja wyborcza wśród zarejestrowanych wyborców wyniosła ok. 90%. Przebieg procesu wyborczego pochwaliła Unia Europejska oraz Stany Zjednoczone, uznając wybory za wolne i sprawiedliwe.
Dzień po wyborach, jeszcze przed ogłoszeniem wstępnych wyników, swoje zwycięstwo ogłosiła Partia Odrodzenia, a liberalna Postępowa Partia Demokratyczna (PDP) przyznała się do porażki. 27 października 2011 komisja wyborcza ogłosiła wstępne wyniki wyborów, według których Partia Odrodzenia zdobyła ponad 41% głosów i 90 mandatów. Drugie miejsce zajął Kongres Republiki (CPR), centrolewicowe ugrupowanie popierające świeckość państwa, na czele którego stał Al-Munsif al-Marzuki. Kolejne miejsce zajęło socjaldemokratyczne Demokratyczne Forum na rzecz Pracy i Wolności (Ettakatol) (21 mandatów) na czele z Mustafą Ben Dżafarem oraz Postępowa Partia Demokratyczna (17 mandatów). Ponadto 27 mandatów zdobyła nowo powstała partia Petycja Ludowa na czele z biznesmenem Heczmim Haamdim. Jednakże z powodu nieprawidłowości finansowych w czasie kampanii komisja wyborcza zadecydowała o unieważnieniu wyników tej partii w 6 okręgach i odebraniu jej 8 zdobytych w nich mandatów.

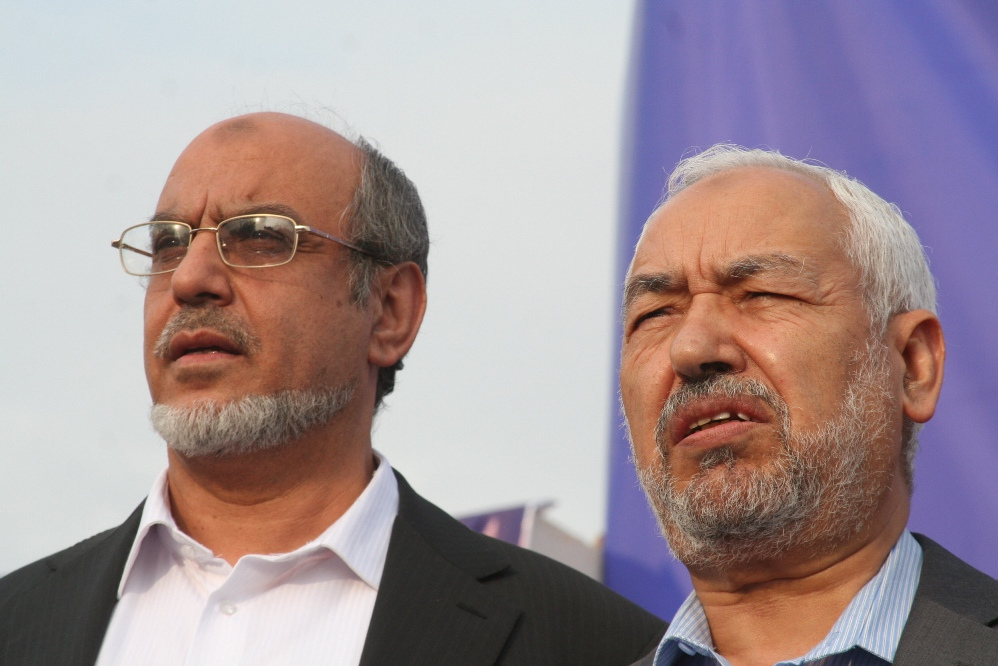
Liderzy Partii Odrodzenia, Hamadi Dżebali (od lewej) oraz Raszid Ghannuszi

Po ogłoszeniu wyników wyborów i po komunikacie komisji o anulowaniu mandatów zdobytych przez Petycję Ludową, w mieście Sidi Bu Zajd doszło do gwałtownych protestów jej zwolenników. Około 2 tys. demonstrantów wyszło na ulice. Tłum podpalił ratusz i obrzucał kamieniami policjantów. Ponadto splądrowano też lokal wyborczy zwycięskiej Partii Odrodzenia. 28 października siły bezpieczeństwa ostrzegawczo otworzyły ogień w powietrze, wprowadzona została również godzina policyjna. W związku z rozruchami zamknięto szkoły i sklepy, a nad miastem krążył helikopter służb bezpieczeństwa. 8 listopada 2011 Sąd Administracyjny, po rozpatrzeniu skargi złożonej przez Petycję Ludową, przyznał partii 7 mandatów, wskutek czego uzyskała ona w sumie 26 miejsc w Zgromadzeniu Konstytucyjnym.
14 listopada 2011 ogłoszone zostały oficjalne wyniki wyborów, zgodnie z którymi Partia Odrodzenia zdobyła 89 mandatów, Kongres Republiki – 29 mandatów, Petycja Ludowa – 26 mandatów, Demokratyczne Forum na rzecz Pracy i Wolności – 20 mandatów, a Postępowa Partia Demokratyczna – 16 mandatów. Partia Odrodzenia ogłosiła Hamadiego Dżebaliego swoim kandydatem na urząd szefa rządu oraz rozpoczęła rozmowy na temat utworzenia koalicji z Kongresem na rzecz Republiki oraz Demokratycznym Forum na rzecz Pracy i Wolności.

## Wybór władz przez Zgromadzenie Konstytucyjne

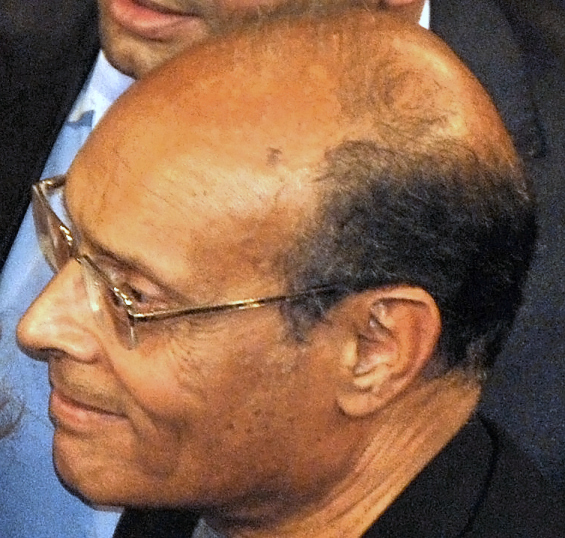
Al-Munsif al-Marzuki, prezydent Tunezji od 2011

21 listopada 2011 Partia Odrodzenia, Kongres Republiki (CPR) i Demokratyczne Forum na rzecz Pracy i Wolności (Ettakatol) zwarły porozumienie koalicyjne, zgodnie z którym lider CPR Al-Munsif al-Marzuki miał objąć stanowisko prezydenta, lider Ettakatol Mustafa Ben Dżafar stanowisko przewodniczącego Zgromadzenia Konstytucyjnego, a sekretarz generalny Partii Odrodzenia Hamadi Dżebali urząd premiera. 22 listopada 2011, w czasie inauguracyjnego posiedzenia Zgromadzenia Konstytucyjnego, Ben Dżafar został wybrany na urząd przewodniczącego izby.
10 grudnia 2011 Zgromadzenie Konstytucyjne (głosami 141 za, 37 przeciw, przy 39 wstrzymujących się) przyjęło tymczasową, tzw. „małą konstytucję”, regulującą kompetencje władzy wykonawczej, ustawodawczej i sądowniczej do czasu uchwalenia konstytucji pełnej. Zgodnie z nią, dominującą pozycję w systemie politycznym zajmował rząd na czele z premierem. Prezydent posiadał ograniczone kompetencje, jak prowadzenie polityki zagranicznej w porozumieniu z rządem, a także dowództwo nad siłami zbrojnymi oraz mianowanie oficerów, choć również po konsultacjach z szefem rządu.
12 grudnia 2011 Zgromadzenie Konstytucyjne (głosami 153 za, 3 przeciw, przy 44 wstrzymujących się) wybrało Moncefa Marzoukiego na stanowisko prezydenta Tunezji. Od głosu wstrzymali się przedstawiciele opozycji, protestując przeciwko ich zdaniem nazbyt ograniczonym uprawnieniom szefa państwa. Marzouki był jedynym kandydatem na urząd, jako że pozostałych 9 pretendentów nie uzyskało wymaganych 15 podpisów ze strony deputowanych. 13 grudnia 2011 został uroczyście zaprzysiężony w pałacu prezydenckim należącym wcześniej do Ben Alego. Urząd objął na okres jednego roku, do czasu wyborów prezydenckich planowanych po przyjęciu nowej konstytucji.
14 grudnia 2011 prezydent Marzouki powierzył Hamadiemu Dżebaliemu misję utworzenia rządu. 22 grudnia 2011 Dżebali przedstawił skład gabinetu. Następnego dnia jego rząd uzyskał akceptację ze strony Zgromadzenia Konstytucyjnego. 24 grudnia 2011 został oficjalnie zaprzysiężony przez prezydenta.

## Reakcje międzynarodowe

### Organizacje międzynarodowe
Sekretarz generalny ONZ Ban Ki-moon 14 stycznia 2011 wyraził zaniepokojenie sytuacją w Tunezji. Stwierdził, że rozwija się ona szybko i wezwał wszystkie zainteresowane strony do dialogu i pokojowego rozwiązania problemów w celu uniknięcia dalszych ofiar, przemocy i eskalacji. W kolejnych dniach wezwał do szerokich konsultacji w celu utworzenia w pełni reprezentatywnego rządu przejściowego. 27 stycznia 2011 do Tunezji przybył kilkuosobowy zespół wysłanników ONZ celem zbadania przypadków przemocy i doradztwa rządowi tymczasowemu w sprawie reform i wymiaru sprawiedliwości.
Unia Afrykańska 15 stycznia 2011 potępiła „nadmierne użycie siły przeciwko demonstrantom, skutkującym ofiarami w ludziach”. Zaapelowała do „politycznych decydentów i narodu tunezyjskiego o wspólną pracę” i wezwała do organizacji „wolnych, otwartych i demokratycznych wyborów”.
15 stycznia 2011 Catherine Ashton, wysoki przedstawiciel Unii ds. zagranicznych i polityki bezpieczeństwa oraz Štefan Füle, komisarz UE ds. rozszerzenia i polityki sąsiedztwa, wyrazili swoje wsparcie i zrozumienie dla Tunezyjczyków, zwłaszcza dla ich dążeń do reform zmierzających do większej demokratyzacji kraju. Wezwali wszystkie strony do wykazania spokoju w celu uniknięcia kolejnych ofiar i przemocy. Zaapelowali również o uwolnienie wszystkich osób zatrzymanych w czasie protestów, m.in. dziennikarzy, blogerów i prawników. Wyrazili gotowość zaangażowania się w rozwiązanie trwającego kryzysu. Poparcie dla działań narodu tunezyjskiego w kierunku ustanowienia demokratycznego państwa wyraził także Parlament Europejski. Jego przewodniczący Jerzy Buzek zaapelował do władz Tunezji o zwolnienie zatrzymanych demonstrantów, podjęcie kroków w celu eliminacji korupcji i przemocy, powołanie demokratycznego rządu oraz organizację wolnych wyborów. Parlament Europejski zaoferował swoją pomoc w tej ostatniej kwestii.
31 stycznia 2011 UE zablokowała dostęp do środków finansowych prezydenta Ben Alego i jego małżonki na terenie swoich państw członkowskich. Zaoferowała również pomoc przy organizacji wyborów i procesie stabilizacji kraju. Podobną pomoc zadeklarowali posłowie Parlamentu Europejskiego w trakcie wizyty w Tunezji. 4 lutego 2011 UE rozszerzyła blokadę dostępu do środków finansowych na 46 współpracowników i krewnych prezydenta Ben Alego.
14 lutego 2011 Catherine Ashton w czasie wizyty w Tunisie, obok deklaracji poparcia dla demokratycznych przemian w Tunezji, ogłosiła uruchomienie natychmiastowego programu pomocy finansowej dla tego kraju w wysokości 17 mln euro oraz programu długoterminowego (do 2013) o wartości 258 mln euro. Równocześnie ogłosiła rozpoczęcie negocjacji z Europejskim Bankiem Inwestycyjnym w sprawie przyznania Tunezji pomocy finansowej w wysokości 1 mld euro przeznaczonego na rozwój małej i średniej przedsiębiorczości oraz modernizację infrastruktury. 3 marca 2011 Europejski Bank Inwestycyjny zapowiedział zwiększenie kredytu dla Tunezji w 2011 do poziomu 1,8 mld euro.
27 stycznia 2011 Zgromadzenie Parlamentarne Rady Europy w przyjętej rezolucji wyraziło ubolewanie, że „Europa nie potępiła charakteru reżimu Ben Alego i wolała wykorzystywać pozorną stabilność do prowadzenia interesów”. Złożyło wyrazy uznania narodowi tunezyjskiemu dla jego dążenia do wolności oraz wojsku, które pozostało neutralne wobec toczącej się polityki. Zaapelowało do władz o podjęcie działań na rzecz demokratyzacji kraju, w tym szybkie wyznaczenie terminu wyborów, mających spełniać standardy międzynarodowe.
28 marca 2011 Afrykański Bank Rozwoju przyznał Tunezji linię kredytową o wartości 1,2 mld USD w celu odbudowy kraju po okresie rewolucji.
27 maja 2011 grupa państw G8 w czasie szczytu w Deauville zadeklarowała pomoc Tunezji i Egiptowi w wysokości 20 mld USD w latach 2011–2013. Wyraziła przy tym „silne poparcie dla aspiracji Arabskiej Wiosny”, a zmiany w Afryce Północnej i na Bliskim Wschodzie uznała za historyczne i przyrównała do transformacji w Europie Środkowo-Wschodniej po upadku Muru Berlińskiego.

### Świat zachodni

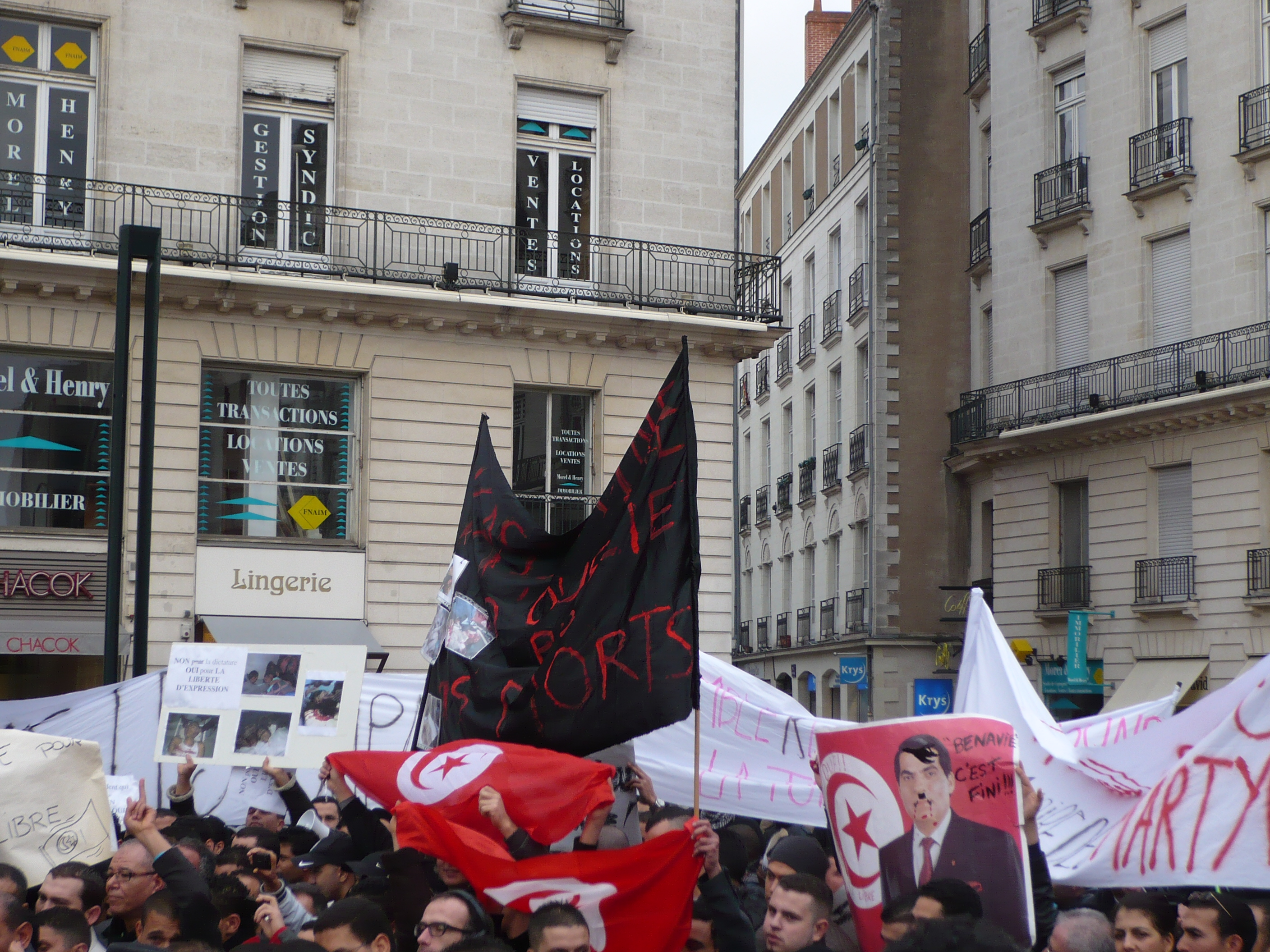
Manifestacja poparcia dla protestów w Tunezji. Nantes, Francja, 15 stycznia 2011

Prezydent Stanów Zjednoczonych Barack Obama potępił użycie przemocy przeciwko obywatelom wyrażającym w sposób pokojowy swoje zdanie oraz „pochwalił odwagę i godność narodu tunezyjskiego”. Wystąpienia ludności nazwał „odważną i zdecydowaną walką o uniwersalne prawa”. Wezwał wszystkie strony do zachowania spokoju i unikania przemocy, a rząd do poszanowania praw człowieka i organizacji w najbliższym czasie wolnych wyborów, które odzwierciedlą prawdziwą wolę i aspiracje narodu. 17 stycznia 2011 Stany Zjednoczone pochwaliły ogłoszenie reform politycznych przez rząd jedności narodowej, w tym walkę z korupcją, swobodę działania mediów i uwolnienie więźniów politycznych. Wezwały rząd do ich realizacji oraz organizacji wolnych wyborów. 26 stycznia 2011 do Tunisu przybył podsekretarz stanu, Jeffrey Feltman, który wezwał rząd tymczasowy do spełnienia oczekiwań narodu i zaoferował pomoc USA przy organizacji wolnych wyborów.
Francja zachowywała początkowo ostrożne stanowisko w sprawie wydarzeń w Tunezji, nie pozwalając sobie na słowa bezpośredniej krytyki wobec prezydenta Ben Alego. 11 stycznia 2011 minister spraw zagranicznych Michèle Alliot-Marie zasugerowała możliwość udzielenia przez francuskie siły zbrojne pomocy administracji Ben Alego w „wyciszeniu sytuacji poprzez środki wymuszenia prawa”, co ściągnęło na nią słowa krytyki ze strony opozycji i części mediów. Dopiero 13 stycznia 2011 premier François Fillon potępił „nieproporcjonalne użycie siły” przez władze. Rzecznik rządu stwierdził wówczas, że francuskie stanowisko wobec wydarzeń w Tunezji jest „zrównoważone”, gdyż zawiera „potępienie przemocy, apel o pokój i wyrażenie zaniepokojenia”. Każdą bardziej zdecydowaną postawę uznał za formę ingerencji w sprawy wewnętrzne, która nie leży we „francuskim stylu dyplomatycznym”.
Już po rezygnacji ze stanowiska przez Ben Alego 14 stycznia 2011 prezydent Nicolas Sarkozy wyraził nadzieję na pokojowe rozwiązanie kryzysu, stwierdzając, iż tylko dialog może przynieść demokratyczne zmiany. Następnego dnia oświadczył, że ludność Tunezji wyraziła swoją „demokratyczną wolę” i wezwał do organizacji wolnych wyborów w możliwie najszybszym czasie. Francja podjęła również działania mające na celu zablokowanie podejrzanych przepływów finansowych tunezyjskich depozytów państwowych. 24 stycznia 2011 francuskie władzy rozpoczęły wstępne dochodzenie w sprawie legalności majątku prezydenta Ben Alego znajdującego się na terytorium ich państwa po tym, jak trzy organizacje pozarządowe (stowarzyszenie Sherpa, francuska Transparency International, Arabska Komisja ds. Praw Człowieka) złożyły przeciwko niemu pozew o korupcję. Tego samego dnia prezydent Sarkozy przyznał, że reakcja Francji na rewolucję w Tunezji była spóźniona. Oświadczył, że Francja „niewłaściwie oceniła desperację, krzywdy i odczucia” narodu tunezyjskiego. Uzasadniał, iż za obraną postawą stała obawa przed oskarżeniami o ingerowanie w wewnętrzne sprawy swojej byłej kolonii. Równocześnie Nicolas Sarkozy zaoferował nowym władzom Tunezji środki pomocowe, w tym pomoc finansową. 26 stycznia 2011 prezydent wymienił na stanowisku ambasadora w Tunisie.
Minister spraw zagranicznych Wielkiej Brytanii William Hague potępił przemoc w Tunezji i wezwał władze do pokojowego rozwiązania sytuacji, szybkiego przywrócenia prawa i porządku, podjęcia działań w celu organizacji wolnych wyborów i natychmiastowego poszerzenia wolności politycznych. Kanclerz Niemiec Angela Merkel uznała sytuację w Tunezji za „niezwykle poważną”. Wezwała władze do pojednania z protestującymi i wprowadzenia „prawdziwej demokracji”, przestrzegania praw człowieka oraz zagwarantowania wolności prasy i zgromadzeń.
19 stycznia 2011 władze Szwajcarii zablokowały dostęp do funduszy finansowych należących do prezydenta Ben Alego i jego „świty”, aby zapobiec ich wycofaniu i umożliwić nowym władzom odzyskanie środków przejętych nielegalnie. Uziemiły także w Genewie należący do Ben Alego samolot Falcon 900. 2 maja 2011 Szwajcaria zidentyfikowała majątek o wartości 60 mln franków należący do Ben Alego, blokując do niego dostęp.
Premier Izraela Binjamin Netanjahu stwierdził, iż region, w którym znajduje się jego państwo jest bardzo niestabilny, wyrażając przy tym nadzieję na rychłe przywrócenie pokoju i bezpieczeństwa.
1 lutego 2011 francuskie władze skonfiskowały na lotnisku La Bourget samolot Bambardier należący do rodziny zięcia prezydenta Ben Alego. Transparency International szacowała majątek rodziny byłego prezydenta na 5 mld USD. W jego skład miały wchodzić udziały w sektorze bankowym i ubezpieczeń, depozyty na kontach bankowych, około 30 nieruchomości (w tym hotele) położone w Paryżu, Alpach i na Lazurowym Wybrzeżu.
27 lutego 2011 do dymisji podała się francuska minister spraw zagranicznych Michèle Alliot-Marie, co miało bezpośredni związek z jej postawą wobec wydarzeń w Tunezji. Głosy krytyki mediów i opozycji, oprócz wypowiedzi na temat Tunezji z 11 stycznia 2011, wywoła także sprawa spędzania przez nią i jej partnera Patricka Olliera świątecznego urlopu w Tunezji, w czasie gdy trwały już protesty w tym kraju. W czasie wypoczynku minister dwukrotnie korzystała także z podróży prywatnym samolotem należącym do tunezyjskiego biznesmena blisko powiązanego z rodziną prezydenta Ben Alego. Zdaniem części komentatorów zmiany we francuskim rządzie były również odpowiedzią na niskie notowania społeczne administracji prezydenta Nicolasa Sarkozy’ego.

### Świat muzułmański
Liga Państw Arabskich 15 stycznia 2011 zaapelowała do „wszystkich sił politycznych, przedstawicieli tunezyjskiego społeczeństwa i urzędników o pozostanie zjednoczonymi w celu utrzymania osiągnięć narodu tunezyjskiego oraz pokoju”. 17 stycznia 2011 przewodniczący organizacji Amr Musa wyraził nadzieję, że społeczeństwo Tunezji zbuduje system polityczny, jakiego pragnie. Stwierdził, że świat arabski powinien wyciągnąć lekcję i wnioski z wydarzeń w Tunezji. Zastrzegł, że wydarzeń tych nie można traktować jako odosobnionego przypadku, gdyż społeczeństwa arabskie mają wiele cech wspólnych oraz funkcjonują i reagują wzajemnie. 19 stycznia 2011 Moussa wezwał przywódców państw arabskich do rozważenia problemów gospodarczych i politycznych we własnych państwach, a które doprowadziły do protestów w Tunezji, jako że skala gniewu i złości obywateli w regionie osiągnęła „bezprecedensowy poziom”. Stwierdził, że „arabska dusza jest rozdarta przez biedę, bezrobocie i ogólną recesję”.
Egipskie Ministerstwo Spraw Zagranicznych „uszanowało wybór narodu w bratniej Tunezji” i wyraziło zaufanie w „mądrość tunezyjskich braci w rozwiązaniu sytuacji i uniknięciu pogrążenia Tunezji w chaosie”. Szef egipskiej dyplomacji Ahmad Abu al-Ghajt stwierdził, że kryzys polityczny nie rozprzestrzeni się na inne kraje arabskie, gdyż sytuacja w każdym z nich jest odmienna.
Ministerstwo Spraw Zagranicznych Sudanu w wydanym oświadczeniu z zadowoleniem przyjęło polityczną zmianę w Tunezji i uszanowało polityczną wolę i społeczną aspirację narodu tunezyjskiego do wyboru politycznej przyszłości. Wyraziło nadzieję, że wydarzenia zapewnią krajowi „wolność, bezpieczeństwo, stabilność i dobrą przyszłość”. Władze Maroka wyraziły „głęboką solidarność” z ludnością Tunezji. Wyraziły nadzieję, że Tunezyjczycy przezwyciężą zaistniałą sytuację w sposób solidarny i zjednoczony. Podkreśliły znaczenie stabilności państwa dla bezpieczeństwa w regionie Maghrebu. Solidarność z mieszkańcami Tunezji wyraził również Katar.
Arabia Saudyjska przyjęła prezydenta Ben Alego na swoim terytorium, co jej władze uzasadniały „wyjątkowymi okolicznościami” i potrzebą wsparcia bezpieczeństwa i stabilności Tunezji. Władze Zjednoczonych Emiratów Arabskich zaapelowały do Tunezyjczyków o pozostanie zjednoczonymi w celu zachowania jedności narodowej i uniemożliwienia wszelkich prób zaburzenia bezpieczeństwa i stabilności kraju. Ministerstwo Spraw Zagranicznych Turcji wyraziło zaniepokojenie sytuacją w Tunezji oraz nadzieję na jak najszybsze przywrócenie porządku bez dalszej eskalacji przemocy.
Irańskie Ministerstwo Spraw Zagranicznych wyraziło nadzieję na realizację postulatów narodu tunezyjskiego w możliwie najlepszej formie, tak by państwo mogło odgrywać efektywną rolę w świecie islamskim. Przewodniczący irańskiego parlamentu Ali Ralidżani ostrzegł społeczeństwo Tunezji przed działaniami niektórych państw Zachodu, próbującymi według niego wykorzystać zaistniałą sytuację w tym kraju. Zachowanie tych państw określił jako „absurdalne”. Stwierdził, że najpierw wspierały dyktaturę, a po obaleniu Ben Alego udają, że sympatyzują z narodem tunezyjskim.
Przywódca Libii Mu’ammar al-Kaddafi wyraził żal z powodu odsunięcia prezydenta Ben Alego od władzy, który według niego był najlepszą osobą do rządzenia krajem. Jego odejście uznał za „wielką stratę”. Stwierdził, że Tunezja „padła ofiarą zakapturzonych gangów i złodziei”, a zaistniałą sytuację nazwał „chaosem bez perspektyw na zakończenie”. Ostrzegł Tunezyjczyków przed oszustwami ze strony WikiLeaks, których opublikowane informacje miały być kłamliwe i miały służyć tworzeniu chaosu. 25 stycznia 2011 wyraził obawę, że rewolucja tunezyjska będzie „służyć zagranicznym interesom”. Zaprzeczył również pogłoskom, jakoby miał zaprosić Ben Alego do Libii.

## Protesty w regionie

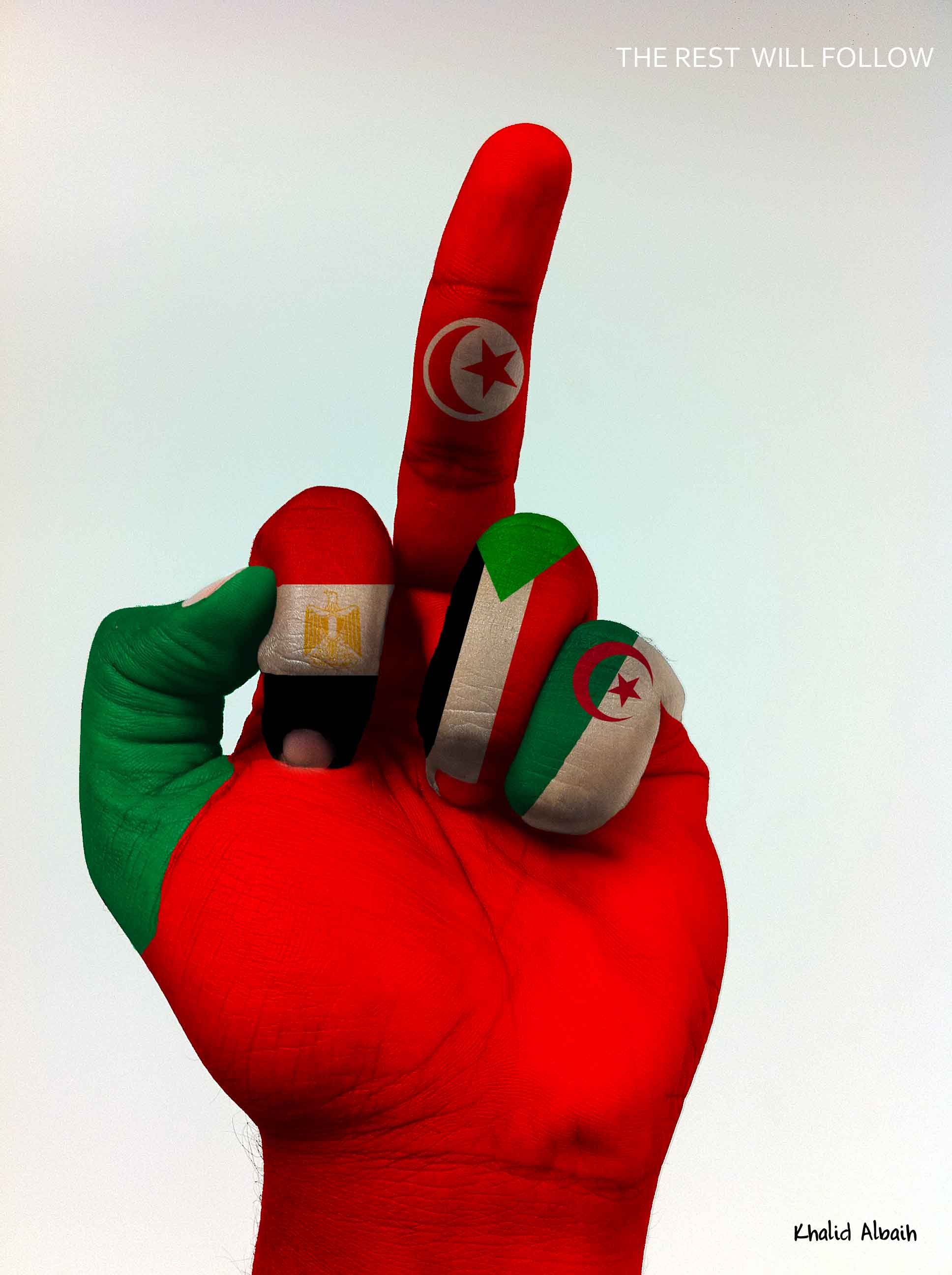
Rewolucja w Tunezji – początek protestów w krajach arabskich

Rewolucja w Tunezji stała się zarzewiem prowadzącym do wybuchu protestów i rewolucji w innych krajach arabskich w regionie Afryki Północnej i Bliskiego Wschodu. Już 28 grudnia 2010 do pierwszych wystąpień społecznych doszło w sąsiedniej Algierii. Zmusiły one prezydenta Abd al-Aziza Buteflikę do zniesienia obowiązującego od 19 lat stanu wyjątkowego i powołania komisji konstytucyjnej celem przygotowania zmian w ustawie zasadniczej. Masową falę protestów w innych państwach przyniosło jednakże dopiero obalenie prezydenta Ben Alego. Mieszkańcy tych krajów, zmagający się jak Tunezyjczycy z podobnymi problemami bezrobocia, złej sytuacji materialnej, korupcji i ograniczania swobód obywatelskich przez rządzące nierzadko od dziesięcioleci władze, zachęceni udaną rewolucją, wyszli na ulice swoich największych miast bądź dokonywali demonstracyjnych aktów samospaleń.
W styczniu 2011 do wybuchu masowych protestów społecznych doszło w Jordanii i Jemenie. W ich wyniku król Jordanii Abdullah II zdymisjonował rząd premiera Samira ar-Rifa’ia i powołał nowy gabinet na czele z Marufem al-Bachitem. Z kolei prezydent Jemenu Ali Abd Allah Salih po kilkumiesięcznych walkach zadeklarował wolę podjęcia dialogu z opozycją i podał się do dymisji, dzięki czemu przeprowadzono transformację w kraju.
25 stycznia 2011 rozpoczęły się wystąpienia w Egipcie, zorganizowane za pośrednictwem sieci internetowej. W kolejnych dniach protesty objęły największe miasta w kraju i przerodziły się w ludową rewolucję. W jej wyniku prezydent Husni Mubarak powołał nowy rząd na czele z Ahmadem Szafikiem oraz mianował na stanowisko wiceprezydenta Umara Sulajmana. Nie złagodziło to jednak nastrojów społecznych. 11 lutego 2011, po 18 dniach protestów, Husni Mubarak zrezygnował z urzędu szefa państwa i przekazał władzę Najwyższej Radzie Sił Zbrojnych na czele z marszałkiem Muhammadem Husajnem Tantawim.
15 lutego 2011 protesty na masową skalę wybuchły w Libii, rządzonej od ponad 40 lat przez pułkownika Muammara al-Kaddafiego. Demonstrujący domagali się jego odejścia i reform. Wojsko i służby bezpieczeństwa zdecydowanie zareagowały na wystąpienia, w wyniku starć zginęły tysiące osób. Przeciwnicy Kaddafiego, w wyniku regularnych walk, opanowali całą wschodnią część kraju oraz miasta na jego zachodnim wybrzeżu. Powstanie przerodziło się z czasem w regularną wojnę domową. Rebelianci powołali do życia Narodową Radę Tymczasową na czele z Mustafą Muhammadem Abd al-Dżalilem. Przy wsparciu z powietrza przez siły NATO w sierpniu 2011 zdobyły Trypolis, pozbawiając władzy pułkownika Kaddafiego. We wrześniu 2011 nowe władze uzyskały uznanie ze strony ONZ. W październiku 2011 ukrywający się na południu kraju pułkownik Kaddafi został schwytany i zabity.
W połowie marca 2011 do protestów na masową skalę doszło w Syrii, gdzie demonstranci sprzeciwiali się autorytarnej polityce prezydenta Baszara al-Assada. Władze skierowały przeciwko protestującym wojsko. Protesty szybko zamieniły się w konfrontację zbrojną, która doprowadziła do wybuchu wojny domowej.
Do wybuchu protestów doszło również w Arabii Saudyjskiej, Autonomii Palestyńskiej, Bahrajnie, Dżibuti, Iraku, Kuwejcie, Libanie, Maroku, Mauretanii, Omanie, Saharze Zachodniej, Somalii i Sudanie. Oprócz krajów arabskich, manifestacje antyrządowe wybuchły również w sąsiednim Iranie.

## Migracja ludności

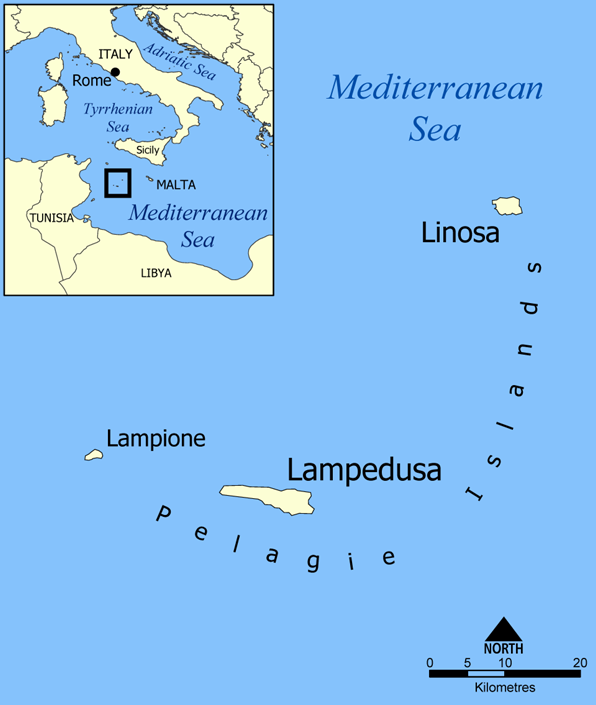
Położenie Wysp Pelagijskich

### Migracja do Unii Europejskiej
Jednym z następstw rewolucji w Tunezji była fala migracji ludności z tego kraju. Większość z imigrantów opuszczała ojczyznę z powodu biedy i złych warunków życiowych, jednakże część z nich mogła być związana z obalonym reżimem i szukać nowego miejsca osiedlenia. Celem ich podróży była głównie Unia Europejska, w tym położone najbliżej granic Tunezji Włochy. W pierwszej połowie lutego 2011 na wyspę Lampedusa, wchodzącej w skład archipelagu Wysp Pelagijskich leżącego między Tunezją a Maltą, dostało się ok. 5,5 tys. nielegalnych imigrantów. Większość z nich dotarła tam na niewielkich łodziach, została następnie przechwycona przez straż przybrzeżną i osadzona w specjalnych centrach pobytowych. Patrole tunezyjskiej straży przybrzeżnej w czasie i po rewolucji były mniej intensywne i fragmentaryczne. Liczba migrantów przewyższyła możliwości kwaterunkowe i administracyjne, tak że część z nich była lokowana w miejscowych szkołach i hotelach. W centrach znajdowały się w sumie miejsca dla 850 osób. Niespodziewana i wysoka fala migracji spowodowała chaos na niewielkiej wyspie liczącej ok. 5 tys. mieszkańców. Burmistrz Lampedusy oświadczył, że sytuacja pozostawała poza kontrolą.
12 lutego 2011 włoski rząd ogłosił stan pogotowia humanitarnego, który umożliwiał zwiększenie środków finansowych i liczby pracowników oraz niezbędnych służb w celu opanowania sytuacji. Część z imigrantów została przetransportowana do ośrodków migracyjnych na Sycylii i w południowych Włoszech w celu ustalenia ich tożsamości.
11 lutego 2011 włoski minister spraw wewnętrznych Roberto Maroni oraz minister spraw zagranicznych Franco Frattini wystąpili z apelem do UE o natychmiastowe rozmieszczenie w pobliżu włoskich granic misji patrolowej agencji Frontex. 13 lutego Maroni oskarżył UE o bezczynność w tej kwestii i pozostawienie Włoch z tym problemem samych sobie. Podkreślił upadek systemu Tunezji i zwrócił się do władz tego kraju z prośbą o zgodę na rozmieszczenie włoskich służb na jego terytorium w celu powstrzymania nielegalnej migracji. Jej falę określił mianem „biblijnego exodusu”. Władze Tunezji uznały takie stanowisko za niedopuszczalne i próbę naruszenia suwerenności państwa. Równocześnie rozmieściły wojsko na wybrzeżu Zatoki Kabiskiej i w pobliżu miasta Dżardżis.
14 lutego 2011 minister Maroni wystąpił do UE z wnioskiem o pomoc finansową w wysokości 100 mln euro w celu pokrycia kosztów opanowania kryzysu humanitarnego oraz wysłał na Lampedusę kontyngent 200 żołnierzy. 15 lutego 2011 agencja Frontex wyraziła zgodę na rozpoczęcie misji u wybrzeży Włoch, liczącej 50 osób personelu i składającej się z jednostek łodzi i samolotów patrolowych. UE zgodziła się natomiast na udzielenie pomocy finansowej Włochom. Władze Tunezji i Włoch uzgodniły porozumienie o współpracy w celu zwalczania nielegalnej migracji. Włochy zadeklarowały wsparcie tunezyjskich sił zbrojnych w postaci pomocy technicznej i wyposażenia.
W marcu 2011 do rzeszy Tunezyjczyków migrujących na Lampedusę dołączyli także uchodźcy innych nacji, uciekających przed walkami zbrojnymi w Libii. Według włoskich władz pod koniec marca 2011 liczba uchodźców przybyłych do tego kraju osiągnęła liczbę 19 tys. osób, by w połowie kwietnia 2011 dojść do liczby 25 tys. osób. Włoski rząd, pod naciskiem miejscowej ludności protestującej przeciwko przeciągającemu się kryzysowi na wyspie i blokadzie portu, pod koniec marca 2011 zadecydował o przetransportowaniu większości uchodźców przebywających na Lampedusie w inne regiony kraju, m.in. do Mineo oraz Mandurii. Zaoferował także tunezyjskim władzom pomoc finansową w wysokości 200 mln euro w celu wzmocnienia kontroli granic. 30 marca 2011 premier Silvio Berlusconi, w trakcie wizyty na Lampedusie, zobowiązał się do przetransportowania z wyspy w inne rejony kraju wszystkich pozostających tam imigrantów w ciągu 60 godzin. Zaproponował przy tym zgłoszenie Lampedusy do Pokojowej Nagrody Nobla.
Amnesty International 1 kwietnia 2011 zarzuciła włoskim władzom niezapewnienie uchodźcom odpowiednich warunków mieszkaniowych i sanitarnych w przeznaczonych dla nich obozach. Opinię tę powtórzyła także organizacja Lekarze bez Granic. Włoski rząd oskarżył natomiast Unię Europejską o brak reakcji i pozostawienie Włochów samych sobie w obliczu problemu.
4 kwietnia 2011 do Tunisu udał się premier Berlusconi, czego efektem było podpisanie następnego dnia porozumienia między rządami włoskim i tunezyjskim. Porozumienie przewidywało zwiększenie współpracy policyjnej w zakresie zwalczania nielegalnej migracji oraz obowiązkowe deportacje. Zgodnie z nim, włoski rząd przyznał 20 tysiącom migrantów przebywającym już na ich terytorium prawo 6-miesięcznego pobytu. Porozumienie zakładało natomiast deportacje kolejnych napływających migrantów.
Przetransportowanie uchodźców do obozów na Półwyspie Apenińskim i zapewnienie prawa czasowego pobytu umożliwiło im przemieszczanie się po terytorium Włoch, a także całej strefy Schengen. Kwestia afrykańskich migrantów doprowadziła do napięcia w stosunkach włosko-francuskich, kiedy włoski minister spraw zagranicznych Franco Frattini oskarżył Francję o brak solidarności po tym, jak kraj nie wpuścił na swoje terytorium tunezyjskich uchodźców próbujących przekroczyć przejście graniczne w miejscowości Ventimiglia. Część z tunezyjskich uchodźców, posługujących się językiem francuskim, w sposób naturalny kierowało się ku granicy z Francją, próbując przedostać się na jej terytorium. Francuskie służby graniczne nie wpuszczały jednak uchodźców nieposiadających ważnych dokumentów tożsamości i środków finansowych niezbędnych do utrzymania się. Włoski rząd uznał takie działanie za „wrogie” i sprzeczne z prawem UE. W celu złagodzenia napięcia 8 kwietnia 2011 w Mediolanie doszło do spotkania ministrów spraw wewnętrznych obu krajów. Ministrowie Claude Guéant i Roberto Maroni zawarli wówczas porozumienie o wspólnym patrolowaniu wybrzeża Tunezji w celu zwalczania nielegalnej migracji. Podobne porozumienie zawarły również rządy francuski oraz niemiecki.
Kwestia afrykańskich imigrantów była jednym z tematów posiedzenia Rady UE 11 kwietnia 2011. Większość ministrów spraw wewnętrznych państw członkowskich uznała decyzję Włoch o przyznaniu im zezwolenia na pobyt czasowy za błędną, uznając że większość z nich to imigranci zarobkowi, a nie uchodźcy czy azylanci wymagający międzynarodowej ochrony. Przewodniczący Komisji Europejskiej José Manuel Barroso wezwał tunezyjski rząd do zwiększenia wysiłków na rzecz zapobieżenia nielegalnej migracji.
17 kwietnia 2011 Francja ponownie nie wpuściła na swoje terytorium tunezyjskich migrantów z Włoch, zatrzymując pociągi na przejściu granicznym w Ventimiglii. Działanie to wywołało protest ze strony włoskiej dyplomacji. 22 kwietnia 2011 francuskie władze wystąpiły natomiast z propozycją zmian w porozumieniu z Schengen i wprowadzenie możliwości jego przejściowego zawieszania w przypadku „systemowego załamania się kontroli na granicach zewnętrznych”. 26 kwietnia 2011 prezydent Nicolas Sarkozy i premier Silvio Berlusconi w czasie spotkania w Rzymie wspólnie zaapelowali o zmianę porozumienia z Schengen, w taki sposób, by możliwe było przywrócenie kontroli granicznej w przypadku „wyjątkowych trudności”. Francja zobowiązała się także do respektowania zasad porozumienia i wpuszczania na swoje terytorium wszystkich migrantów posiadających odpowiednie zabezpieczenie finansowe.
4 maja 2011 Komisja Europejska przedstawiła program działań w zakresie polityki migracyjnej i azylowej. Wśród proponowanych zmian znalazł się przepis dopuszczający wprowadzenie przez państwa strefy Schengen czasowej kontroli granic w wyjątkowych okolicznościach, takich jak nagły napływ migrantów do granic zewnętrznych. Dotychczasowe przepisy zakładały wprowadzenie kontroli granicznej wyłącznie w przypadku zagrożenia porządku publicznego, co w praktyce znajdowało zastosowanie w przypadku masowych imprez sportowych.
24 czerwca 2011, w czasie szczytu w Brukseli, Rada Europejska oficjalnie zwróciła się do Komisji Europejskiej w celu przygotowania ostatecznego projektu zmian w systemie Schengen. Zmiany te miały dopuszczać przywrócenie przez państwa kontroli granic wewnętrznych w „naprawdę krytycznej sytuacji”. Decyzja taka miała być podjęta na podstawie „wspólnej oceny”, w „ściśle ograniczonym zakresie i czasie” oraz „bez narażania na szwank zasady swobodnego przepływu osób”. Przywódcy państw zobowiązali się również do przyjęcia Wspólnego Europejskiego Systemu Azylowego (Common European Asylum System, CEAS).

### Migracja do Tunezji

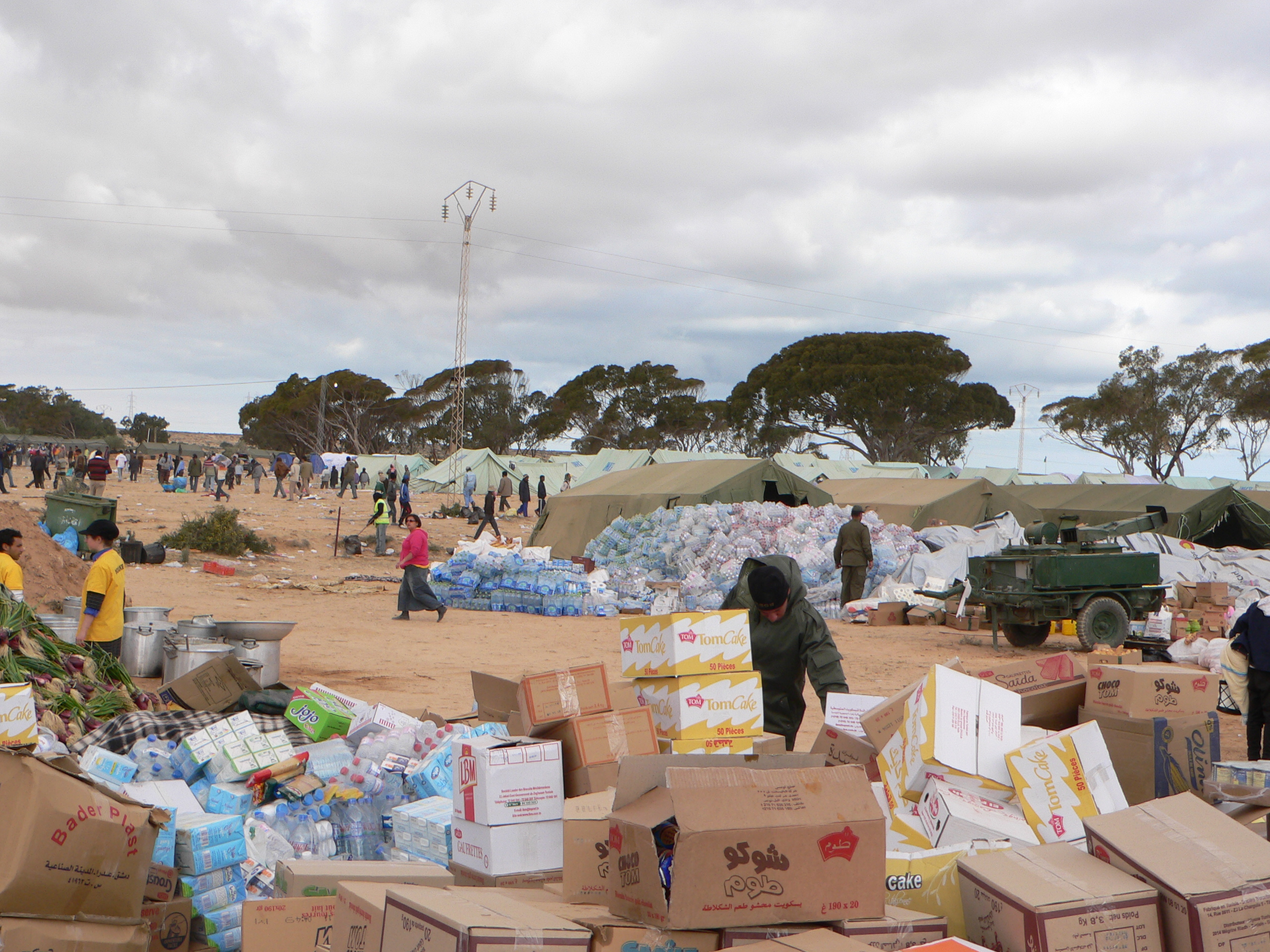
Obóz dla uchodźców przy granicy tunezyjsko-libijskiej

Pod koniec lutego 2011, z powodu wojny domowej w Libii, granicę libijsko-tunezyjską przekroczyło kilkadziesiąt tysięcy osób. 27 lutego 2011 Biuro UNCHR poinformowało, że liczba ta wyniosła ok. 50 tys. osób. Wśród nich znaleźli się głównie Tunezyjczycy, Egipcjanie i Libijczycy, a także obywatele państw azjatyckich. UNHCR zaapelował do społeczności międzynarodowej o pomoc humanitarną dla rządów Tunezji i Egiptu w celu opanowania sytuacji napływających uchodźców. Biuro rozpoczęło także akcję dostarczania namiotów i niezbędnego zaopatrzenia na wyspę Dżerba. Na powrót do kraju w prowizorycznych warunkach oczekiwało ok. 20 tys. Egipcjan.
W kolejnych dniach fala migracja rosła i do 1 marca 2011 osiągnęła poziom 70-75 tys. osób. Tylko tego dnia granicę przekroczyło ok. 14 tys. uchodźców, a dalszych 20 tys. oczekiwało na jej przekroczenie po stronie libijskiej. Pomoc humanitarną na tunezyjskie pogranicze dostarczało Biuro UNHCR, Światowy Program Żywnościowy oraz Organizacja Czerwonego Półksiężyca. Dziesiątki tysięcy osób oczekiwało na przetransportowanie do innych miast i ich państw ojczystych. UNHCR w pobliżu granicy zorganizował przejściowy obóz dla ok. 20 tys. uchodźców.
Organizacje pomocowe ogłosiły stan pogotowia humanitarnego. Przewodniczący Komisji Europejskiej José Manuel Barroso określił sytuację mianem „ludzkiej tragedii”. W odpowiedzi na apele, pomoc logistyczną w postaci samolotów i okrętów dostarczyła Francja, Wielka Brytania oraz Stany Zjednoczone, co umożliwiło ewakuację kilku tysięcy Egipcjan. Do 3 marca 2011 liczba osób, które przekroczyły tunezyjską granicę wzrosła do 90-95 tys. Gwałtowny napływ migrantów do Tunezji rozpoczął się 21 lutego 2011, osiągając swoje apogeum w dniach 1-2 marca. W kolejnych dniach liczba osób przekraczających granicę stopniowo się zmniejszała. W połowie marca 2011 liczba osób, które przekroczyły granicę tunezyjsko-libijską wzrosła ogółem do 120 tys., z czego 20 tys. osób stanowili Tunezyjczycy, którzy powrócili do swoich rodzinnych stron, a 75 tys. Egipcjanie przetransportowani do swego kraju drogą morską i powietrzną. Z pozostałej liczby, ok. 15-20 tys. osób przebywało nadal w obozach dla uchodźców w pobliżu granicy.

## Gospodarka
Rewolucja tunezyjska wpłynęła na krajową gospodarkę, w tym zwłaszcza na sektor turystyczny. Sektor ten generował największe dochody zagraniczne i zatrudniał ok. 400 tys. osób, co czyniło go drugą pod względem wielkości gałęzią gospodarki, zaraz po rolnictwie. W 2010 dochody z turystyki wzrosły o 1 punkt procentowy w porównaniu z rokiem poprzednim i wyniosły 3,5 mld dinarów (2,48 mld USD). Tunezję odwiedziło wówczas ok. 7 mln turystów.
W styczniu 2011, z powodu protestów ewakuowanych zostało tysiące zagranicznych turystów. Część z państw wydało także oświadczenia odradzające wyjazdów do Tunezji. Na początku lutego 2011 minister turystyki Mehdi Houass ogłosił, że dochody w tym sektorze i liczba zagranicznych przyjazdów do Tunezji spadły w styczniu 2011 o ok. 40%. Jednocześnie jednak wyraził przekonanie, że rewolucja była skuteczną promocją kraju, a rozgłos medialny i dążenie narodu tunezyjskiego do wolności przyczynią się do wzrostu liczby turystów w kolejnych miesiącach. Na początku lipca 2011 minister turystyki oznajmił, iż w okresie od stycznia do czerwca 2011 dochody z turystyki spadły o 51% w porównaniu z rokiem poprzednim (z 1,26 mld dinarów do 614 mld dinarów), a liczba turystów o 40% (do 1,59 mln). Według szacunków ministerstwa z czerwca 2011 całkowita liczba turystów odwiedzających Tunezję w 2011 miała spaść o połowę, do 3,5 mln, a dochody w tym sektorze do 1,8 mld dinarów.
Szacunki analityków z lutego 2011 przewidywały spadek wzrostu gospodarczego Tunezji z powodu protestów z 3,4% w 2010 do ok. 1,5%–2,5% w 2011. Rząd ocenił straty gospodarcze z tego tytułu na kwotę 5 mld USD, tj. 11% PKB. Analizy gospodarcze zakładały również zwiększenie deficytu budżetowego oraz deficytu rachunku bieżącego bilansu płatniczego.
Tunezyjska giełda dwukrotnie wstrzymywała pracę z powodu rewolucji na czas kilkunastu dni. Pierwszy raz 17 stycznia 2011, po spadkach indeksu TUNINDEX z poprzedniego tygodnia (7–14 stycznia) sięgających niemal 13%. Po raz drugi giełda zaprzestała pracy 28 lutego 2011, gdy do dymisji podał się premier Ghannouchi i część członków jego rządu. W sumie przed jej drugim zamknięciem indeks TUNINDEX spadł o 20% w porównaniu do stanu sprzed rewolucji. Natomiast po otwarciu giełdy 7 marca 2011 wzrósł do końca tegoż miesiąca o 9%.
1 kwietnia 2011 tunezyjski minister finansów Jalloul Ayed wyszacował poziom planowanego wzrostu gospodarczego w 2011 pomiędzy 0% a 1%. Tymczasem przedrewolucyjny rząd premiera Ghannouchiego prognozował wzrost gospodarczy w 2011 na poziomie 5,4%. Na trudną sytuację gospodarczą kraju złożył się spadek dochodów z turystyki, eksportu oraz spadek poziomu inwestycji. Poziom inwestycji zagranicznych po rewolucji zmniejszył się o miliard dinarów (720 mln USD). Minister ocenił potrzeby pożyczkowe Tunezji w 2011 na 4 mld dinarów (przy całkowitym zadłużeniu zagranicznym kraju sięgającym 16 mld dinarów). W połowie kwietnia 2011 Afrykański Bank Rozwoju przedstawił trzy scenariusze rozwoju tunezyjskiej gospodarki w 2011. W wariancie najbardziej optymistycznym wzrost gospodarczy szacował na 3,6%, w umiarkowanym na 1,1%, a w pesymistycznym zakładał jego spadek o 2,5%. Pod koniec kwietnia 2011 prezes tunezyjskiego banku centralnego przewidywał wzrost gospodarczy w 2011 na poziomie 1-2%, oświadczając, że gorszy od przewidywań rozwój gospodarki może stanowić zagrożenie dla procesu transformacji politycznej.
W połowie czerwca 2011 rząd zdecydował o zwiększeniu wydatków budżetowych w 2011 o 11%, z 19,19 mld dinarów do 21,33 mld dinarów (15,5 mld USD). Nowelizacja ustawy budżetowej, uchwalonej w grudniu 2010 jeszcze w czasie rządów prezydenta Ben Alego, spowodowana była rosnącymi wydatkami na cele społeczne, w tym subsydia paliw i produktów pierwszej potrzeby, podwyżki wynagrodzeń, zasiłki dla bezrobotnych (bez pracy pozostawało 700 tys. osób) oraz odszkodowania dla przedsiębiorstw dotkniętych przez kryzys wywołany rewolucją.

## Internet i media
Ważną rolę w czasie rewolucji tunezyjskiej odegrał internet. Przyczynił się on do jej rozwoju, rozpowszechniania informacji oraz organizacji wystąpień i mobilizacji ich uczestników. Internet po raz pierwszy został wykorzystany do celów politycznych przez określone grupy społeczne w 2009, w czasie zamieszek w Mołdawii oraz zamieszek po wyborach w Iranie. Sieć internetowa już od samego początku miała wpływ na wydarzenia w Tunezji, gdyż w pierwszych dniach grudnia 2010 w serwisie WikiLeaks zostały opublikowane tajne depesze amerykańskich dyplomatów, krytyczne względem administracji prezydenta Ben Alego.
Tuż po wybuchu protestów władze starały się bagatelizować ich znaczenie. Publiczne media nie informowały o nich, natomiast w mediach światowych były one przedstawiane jako protesty przeciwko panującej biedzie, wyłącznie o charakterze ekonomicznym. Rozpowszechnienie informacji stało się możliwe dzięki narzędziom internetowym. Dzięki takim serwisom społecznościowym jak Facebook, Twitter czy YouTube oraz licznym blogom możliwa stała się publikacja materiałów audiowizualnych oraz wymiana informacji między uczestnikami wydarzeń. Wykorzystanie internetu do celów politycznych nastąpiło dzięki jego powszechności w społeczeństwie tunezyjskim, relatywnie wysokim w porównaniu do innych państw regionu. Ponad 34% spośród 10 mln mieszkańców kraju dysponowało dostępem do sieci internetowej, a ponad 20% mieszkańców (ponad 2 mln) posiadało konto w serwisie Facebook, który był jednym z głównym kanałów wymiany wiadomości.

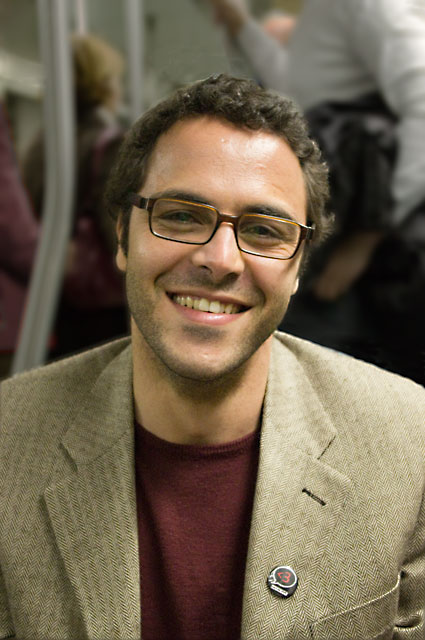
Slim Amamou, jeden z blogerów aresztowanych przez władze

Władze w czasie trwania protestów starały się uniemożliwić swobodny dostęp do sieci internetowej. Już przed wybuchem rewolucji pozarządowa organizacja Reporterzy bez Granic sklasyfikowała Tunezję na 164 pozycji (na 178) w rankingu wolności prasy. Umieściła również kraj na liście „15 wrogów internetu”, odnotowując istnienie „bardzo efektywnego systemu cenzury”. Władze w czasie rewolucji blokowały dostęp lub cenzurowały treści wielu stron internetowych. Przeprowadzały także operacje typu phishing służące przechwyceniu haseł do kont na stronach internetowych w celu ich kontroli bądź likwidacji. Ograniczony był dostęp do portali społecznościowych oraz zagranicznych serwisów informacyjnych, w tym BBC i Al-Dżaziry.
Aresztowanych zostało także pięciu blogerów. 6 stycznia 2011 władze aresztowały znanego blogera Aziza Amamiego, a także rapera Hamadę Ben-Amora, który tydzień wcześniej opublikował w internecie singiel pt. „Prezydencie, twoi ludzie umierają”, mówiący o problemach młodzieży i bezrobocia. Zatrzymany został również bloger Slim Amamou.
Udaną akcję o charakterze politycznym przeprowadziła w sieci 3 stycznia 2011 grupa hakerów określająca się jako „Anonymous”. Zaatakowała i zablokowała dostęp na kilka dni do co najmniej 14 oficjalnych stron internetowych głównych tunezyjskich instytucji państwowych, w tym strony internetowej prezydenta, rządu, Ministerstwa Spraw Zagranicznych, Ministerstwa Przemysłu oraz giełdy. Atak cybernetyczny pod nazwą „Operation Tunisia” (operacja Tunezja) był wyrazem solidarności z protestującymi. W oświadczeniu umieszczonym na zhakowanej stronie rządu Tunezji, grupa potępiała zachowanie władz i tłumienie przez nie swobody wypowiedzi, informacji i cenzurowania internetu.
Internet odegrał jeszcze większą rolę w czasie rewolucji w Egipcie, która wybuchła 25 stycznia 2011 pod wpływem wydarzeń w Tunezji.
Wydarzenia w krajach Afryki Północnej i Bliskiego Wschodu wpłynęły do pewnego stopnia na kulturę i sztukę. Wniosły nowy impuls w tworzenie dzieł o tematyce społecznej i politycznej, poruszających takie tematy jak korupcja, wolność i powstania ludowe. Prace o takim charakterze zostały zaprezentowane m.in. w kwietniu 2011 na corocznym Biennale w Szardży w Zjednoczonych Emiratach Arabskich.

## Nazwa
Wydarzenia w Tunezji nazwane zostały mianem „jaśminowej rewolucji”. Określenia tego po raz pierwszy użył tunezyjski dziennikarz Ziad Al-Hani 13 stycznia 2011 na swoim blogu, zablokowanym później przez władze. Pomysł ten zrodził się w czasie spotkania związku dziennikarzy dwa dni wcześniej. Nazwa nawiązywała do narodowego kwiatu Tunezji, jaśminu.
Określenie szybko podchwyciły zagraniczne media i użytkownicy internetu. Naśladowało ono tendencję przypisywania ludowym rewolucjom nazw kwiatów bądź kolorów, tzw. kolorowe rewolucje. Sami Tunezyjczycy w odniesieniu do toczących się wydarzeń stosowali początkowo określenie „rewolucja/rewolta Sidi Bu Zajd”, od miejsca w którym doszło do jej wybuchu. Z czasem nazwa „jaśminowa rewolucja” coraz bardziej się upowszechniła.
Nazwa „jaśminowa rewolucja” spotkała się z krytyką części komentatorów. Podkreślali oni, iż wystąpienia w Tunezji, w odróżnieniu od „kolorowych rewolucji”, nie miały pokojowego charakteru i skutkowały setkami ofiar śmiertelnych i rannych. Podkreślano także wtórność nazwy. Była ona używana już wcześniej do określenia protestów w Syrii w 2005 oraz w Pakistanie w 2007. Jaśmin jest również narodowym kwiatem drugiego z tych państw. Co więcej, część Tunezyjczyków takim mianem określała także bezkrwawe dojście do władzy Ben Alego w 1987.
W nawiązaniu do ważnej roli internetu w czasie wydarzeń w Tunezji, w mediach pojawiały się też takie określenia, jak „Twitterowa rewolucja”, „Rewolucja WikiLeaks” lub „Facebookowa rewolucja”.